# Renaud
Vous lisez un « article de qualité » labellisé en 2008.
Pour les articles homonymes, voir Renaud (homonymie).
Pour les autres membres de la famille, voir Famille Séchan.
Renaud Séchan, dit Renaud, né le 11 mai 1952 dans le 15e arrondissement de Paris est un auteur-compositeur-interprète et acteur français.
Avec vingt-six albums commercialisés, totalisant près de vingt millions d'exemplaires vendus, il est l'un des chanteurs les plus populaires de France. Ses œuvres, aux textes volontiers révoltés et libertaires, émaillés d'argot et au phrasé singulier empreint de gouaille parisienne, abordent des thèmes aussi bien légers que graves, faisant alterner humour, émotion et critique sociale. S'il connaît un succès important dans les années 1970, 1980 et 1990, sa carrière évolue ensuite en dents de scie, le chanteur étant régulièrement victime de dépression et d'alcoolisme, maux qu'il raconte dans différents titres.
Il a également joué dans plusieurs films, dont une adaptation de Germinal par Claude Berri en 1993.
Alors que ses prises de position suscitent des polémiques, il se surnomme lui-même « le chanteur énervant », en raison de ses multiples engagements pour des causes comme les droits de l'homme, l'écologisme ou l'antimilitarisme qui transparaissent fréquemment dans ses chansons.

## Biographie

### Origines et jeunesse

#### Naissance et origines familiales (1952)
Renaud Pierre Manuel Séchan naît le 11 mai 1952 à 3 h 30, dans le 15e arrondissement de Paris, dix minutes après son frère David. Sa mère choisit le prénom Renaud, parce que sa grand-mère et sa mère lui chantaient La complainte du Roi Renaud et elle trouvait cela tellement triste qu'elle pleurait à chaque fois.
Son père, Olivier (1911-2006), professeur d'allemand et de néerlandais, traducteur et auteur de romans policiers et de livres pour enfants, est originaire d'une famille protestante des Cévennes. Il reçoit le prix des Deux Magots en 1942 pour son roman  Les corps ont soif et il travaille pendant la Seconde Guerre mondiale, pour la station collaboratrice Radio-Paris comme traducteur. Il donne à Renaud, le goût de l'écriture, l'amour de la vérité et une éducation protestante puritaine.
Sa mère, Solange Mériaux (1922-2019), née dans une famille de mineurs du Nord, est ouvrière dans une usine de Saint-Étienne avant de devenir femme au foyer lorsqu'elle se marie à vingt ans. Au démarrage de la vie artistique de Renaud, elle travaille comme secrétaire chez Leica, à Rueil-Malmaison. Elle lui procure chaleur, simplicité des rapports humains et l'amour de la rue.
Renaud est le septième des huit enfants qu'a engendrés son père. Il a deux frères : David, un faux jumeau et l'écrivain Thierry Séchan (1949-2019), ainsi que deux sœurs : Nelly (1947-2021) et Sophie (née en 1956) ; il a aussi deux demi-sœurs, Christine, (née en 1941) et Catherine (morte en 1939) ainsi qu'un demi-frère, Nicolas (né en 1935), enfants de son père Olivier et de sa première épouse, Renée Vincent, née en 1913 et morte avec Nicolas dans un bombardement américain, lors du débarquement de Normandie, le 7 juin 1944 à Falaise. En 1964, âgé de douze ans, Renaud découvre que sa sœur Christine est en fait sa demi-sœur. En 2016, alors âgé de soixante-quatre ans, lorsqu'il visite la tombe de son demi-frère Nicolas et de Renée Vincent, il découvre qu'il a eu une autre demi-sœur prénommée Catherine, morte le 10 février 1939 d'une maladie infantile,,.
Son grand-père paternel, Louis Séchan est un helléniste français renommé, professeur à la faculté des lettres de Paris, auteur de divers ouvrages et dont l'épouse, Isabelle Bost est par son père, la petite-fille d'Ami Bost ainsi que la nièce de John Bost et, par sa mère, la nièce de Louisa Siefert (arrière-grand-tante de Renaud), laquelle connut Arthur Rimbaud.
Oscar Mériaux, son grand-père maternel, mineur de profession après avoir quitté l'école à l'âge de treize ans, est d'abord membre du Parti communiste puis le quitte en 1937, déçu après un voyage en Union soviétique en 1932. Mériaux rejoignit ensuite le Parti populaire français, parti fondé par Jacques Doriot et subit un an de prison, à la Libération pour faits de collaboration.
À ce double héritage culturel s'ajoutent également pour Renaud, deux influences musicales : sa mère écoute de la chanson populaire allant de Fréhel à Maurice Chevalier ou Édith Piaf, alors que son père est amateur de musique classique et de chanson française à textes, notamment Georges Brassens.

#### Enfance et adolescence (1952-1968)
Renaud emménage dans le 14e arrondissement de Paris, rue Monticelli, chez ses grands-parents paternels, Louis et Isabelle, dans un immeuble de la Régie immobilière de la ville de Paris (RIVP), réservé aux enseignants. Ils sont sept à se partager ce deux-pièces. Puis, son père étant professeur et son grand-père, illustre universitaire, la famille obtient assez rapidement un grand appartement dans le même carré d'immeuble de la RIVP, au cinquième étage du 6 avenue Paul-Appell. Son école maternelle se situe rue Sarrette et son école élémentaire est rue Prisse-D'Avennes.
Entre dix et douze ans, il écrit des romans sur la machine à écrire de son père, découvre la vague yéyé et les Beatles. Plus tard, il écoute le chant de révolte ou protest song d'Hugues Aufray, artiste français devenant sa première idole, Bob Dylan puis Joan Baez, Leonard Cohen, Donovan ou encore Art Sullivan. En 1966, il découvre Antoine dont les thèmes le touchent et commence à jouer de la guitare. Mais il copie plutôt le style vestimentaire d'un autre chanteur : Ronnie Bird.
Malgré certaines aptitudes scolaires, notamment en français, Renaud manifeste très peu d'intérêt pour les études, avec un dégoût particulier pour les cours de gymnastique dont le côté militaire l'énerve déjà. En 1963, Renaud et son frère entrent en sixième au lycée Gabriel-Fauré dans le 13e arrondissement où leur père enseigne l'allemand. Dès lors, les résultats scolaires de Renaud commencent à faiblir, notamment en mathématiques ; il préfère s'intéresser aux boums, aux filles et aux mobylettes[source insuffisante]. Il commence à sécher les cours, préfère aller écrire des poèmes devant les statues du jardin du Luxembourg. En 1965, il échoue au BEPC et doit redoubler sa troisième mais le lycée Gabriel-Fauré refuse de le garder, malgré l'influence de son père. Il intègre ainsi le lycée Montaigne à la rentrée 1967, sans amélioration de ses résultats.
A contrario des études, Renaud se sent bien plus attiré par la politique. Dès 1962, il s'intéresse aux réactions et manifestations pacifistes métropolitaines durant la guerre d'Algérie, auxquelles ses parents participent et il est profondément choqué par les évènements du métro Charonne, ainsi que par l'explosion de deux bombes de l'OAS, survenue à proximité des appartements de la famille Séchan. En 1966, il fait ses premiers pas de militant en rejoignant le MCAA (Mouvement contre l'arme atomique), animé par Jean Rostand. Dans son nouveau lycée, à l'atmosphère plus politisée, il se lie à d'autres camarades du même bord politique et avec lesquels il part provoquer les étudiants de la faculté de droit d'Assas toute proche ainsi que ses militants d'extrême droite. Par l'intermédiaire de ses amis, il s'approche des milieux maoïstes et trotskistes. Cette rébellion lui vaut quelques heurts avec son père. En 1967, il crée un « comité Viêt Nam » dans son lycée, pour protester contre la guerre du Viêt Nam et fréquente assidûment les « Amitiés franco-chinoises ».
En mai 1968 avec son frère Thierry, Renaud vit pendant trois semaines dans la Sorbonne occupée, participant aux manifestations et aux barricades.

### Débuts

#### Débuts sur scène et premières chansons (1968-1970)

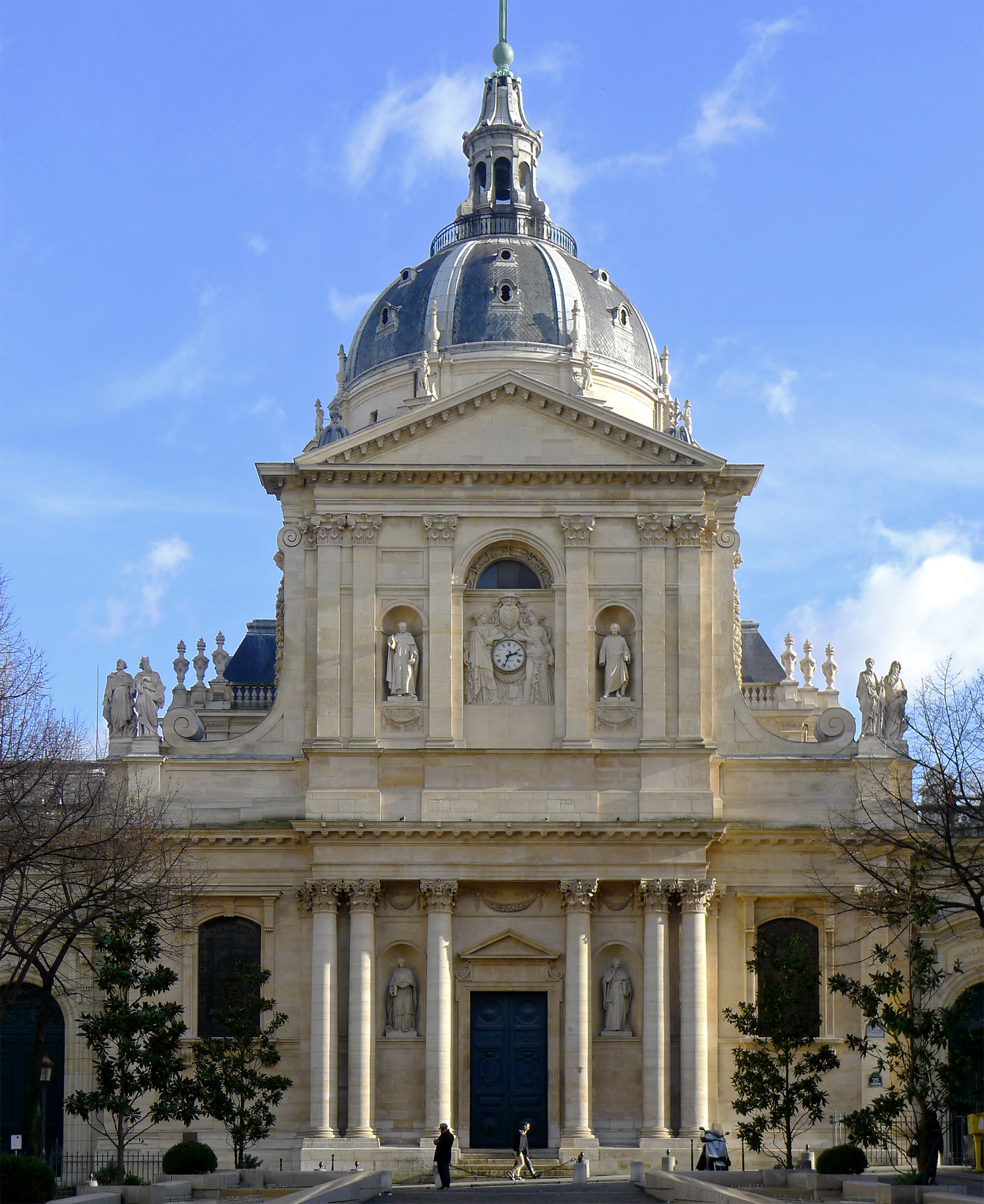
Les premières chansons de Renaud sont écrites pendant l'occupation de la Sorbonne en mai 68.

Pendant mai 1968, il participe à la création du groupe Gavroche révolutionnaire, lequel ne fait guère d'émules. En parallèle, il déclame des sketchs de Guy Bedos; ce sont ses premiers pas sur scène. Dans l'un des amphithéâtres de la Sorbonne, Renaud croise Évariste, chanteur passé des studios à l'autoproduction, lequel chante en s'accompagnant de sa guitare un titre écrit par lui-même. Il découvre dès lors l'écriture de chansons et il rédige sa première œuvre provocatrice : Crève salope ; le brûlot remporte un franc succès auprès des autres étudiants. Deux autres chansons intitulées C.A.L. en Bourse et Ravachol suivent rapidement et sont encore inédites à ce jour.
En août 1968, accompagnant le mouvement Zeitgeist touchant l'Europe et les États-Unis, il fonde avec quelques amis, une communauté anarchiste basée sur le mont Lozère, dans les Cévennes, rapidement délogée par la gendarmerie. Ses parents l'inscrivent dans une classe de seconde artistique du lycée Claude Bernard, au milieu du quartier de la porte d'Auteuil, dont l'environnement, bien plus bourgeois à l'instar de sa famille mais auquel manque la distanciation qui la caractérise, l'exaspère. Il retrouve ses amis de Montaigne au « Bréa », bistrot proche de son ancien lycée qu'il continue de fréquenter par la suite.
En avril 1969, il arrête ses études, s'installe dans une chambre de bonne et entre dans la vie active comme magasinier puis vendeur à la Librairie du 73 boulevard Saint-Michel durant deux ans. Il profite de ses temps libres pour lire autre chose que ce que lui a imposé l'école : Vian, Prévert, Maupassant, Zola, Bruant, Céline… À cette époque, il chante toujours mais uniquement pour amuser ses amis ou pour draguer, des compositions personnelles, mais aussi des reprises d'Hugues Aufray ou de Bob Dylan. Au bout de quelques mois, il peut s'acheter une première moto avec laquelle il rencontre ses premiers amis « loubards » et fréquente les bandes d'Argenteuil, de République et de Bastille. Ces fréquentations l'influencent et Renaud reconnaît avoir failli mal tourner, à cette époque. Avec eux il connaît les bagarres, qu'il préfère tout de même éviter et va jusqu'à se laisser entraîner dans quelques larcins mais, songeant à ce qu'en penserait sa mère, il refuse d'aller plus loin.

#### Expériences du métier de comédien (1971-1974)
En 1971, en vacances à Belle-Île-en-Mer, il rencontre Patrick Dewaere dans une soirée. L'acteur le fait entrer comme comédien au Café de la Gare à Paris, pour remplacer un acteur au physique similaire parti aux États-Unis. Pendant quelques mois, tout en restant libraire la journée, il joue aux côtés de Coluche, Miou-Miou, Romain Bouteille, Henri Guybet, Sotha et, bien sûr, Patrick Dewaere, notamment dans la comédie de café théâtre Robin des quoi ? de Romain Bouteille. Il rend finalement sa place à l'acteur à son retour, lequel sera lui-même remplacé quelques mois après, par Gérard Depardieu. Renaud pense alors avoir trouvé sa vocation : être comédien.
Il est exempté du service militaire[pourquoi ?]. En 1972, licencié de la Librairie 73 à cause de ses retards successifs, Renaud quitte Paris pour s'installer à Avignon. Il en revient au bout de cinq mois, face au manque de perspectives locales dans les carrières artistiques et après avoir effectué de multiples petits boulots, allant de plongeur en cuisine à représentant en ouvrages pornographiques.
Entre 1973 et 1974, dans sa période dandy où il fréquente les hauts lieux de Montparnasse, il continue les petits boulots, prend des cours d'art dramatique et joue quelques petits rôles, dans certaines séries télévisées ou de petits films. N'ayant pas été retenu lors d'une audition sur scène pour jouer de la musique au cabaret Don Camilo, il commence à chanter dans les rues et les cours d'immeubles, du côté de la porte d'Orléans, rejoignant un copain accordéoniste, Michel Pons, fils du patron de son bistrot favori le « Bréa ». Il y interprète le Paris populaire qu'il affectionne à travers les chansons de Bruant principalement ou de simples bals musette. Son répertoire s'élargit avec les titres qu'il écrit et compose lui-même. L'idée est de faire revivre la tradition des accordéonistes qu'il a vus faire la manche dans son enfance. La recette obtient un certain succès : « jusqu'au jour où, en 1973-1974, j'ai franchi le pas j'ai rencontré un copain qui jouait de l'accordéon. Je le considérais a priori comme un ringard, avec son instrument, et le voilà qui commence à jouer devant moi et qui entame quelques notes derrière mes mélodies, à chanter, à grattouiller sur ma guitare. J'ai eu envie de faire la manche avec lui. J'ai trouvé sa démarche originale, différente de celle des gratteux qui jouaient les « Dylan » aux terrasses des cafés. Je lui ai proposé de chanter dans les cours d'immeubles de la périphérie, du côté de la porte d'Orléans, où, enfant, j'avais vu des gitans, des montreurs d'ours, des violonistes, des accordéonistes qui venaient faire la manche. J'ai voulu faire revivre cette tradition ».

#### Rencontres déterminantes et premier album (1974-1976)

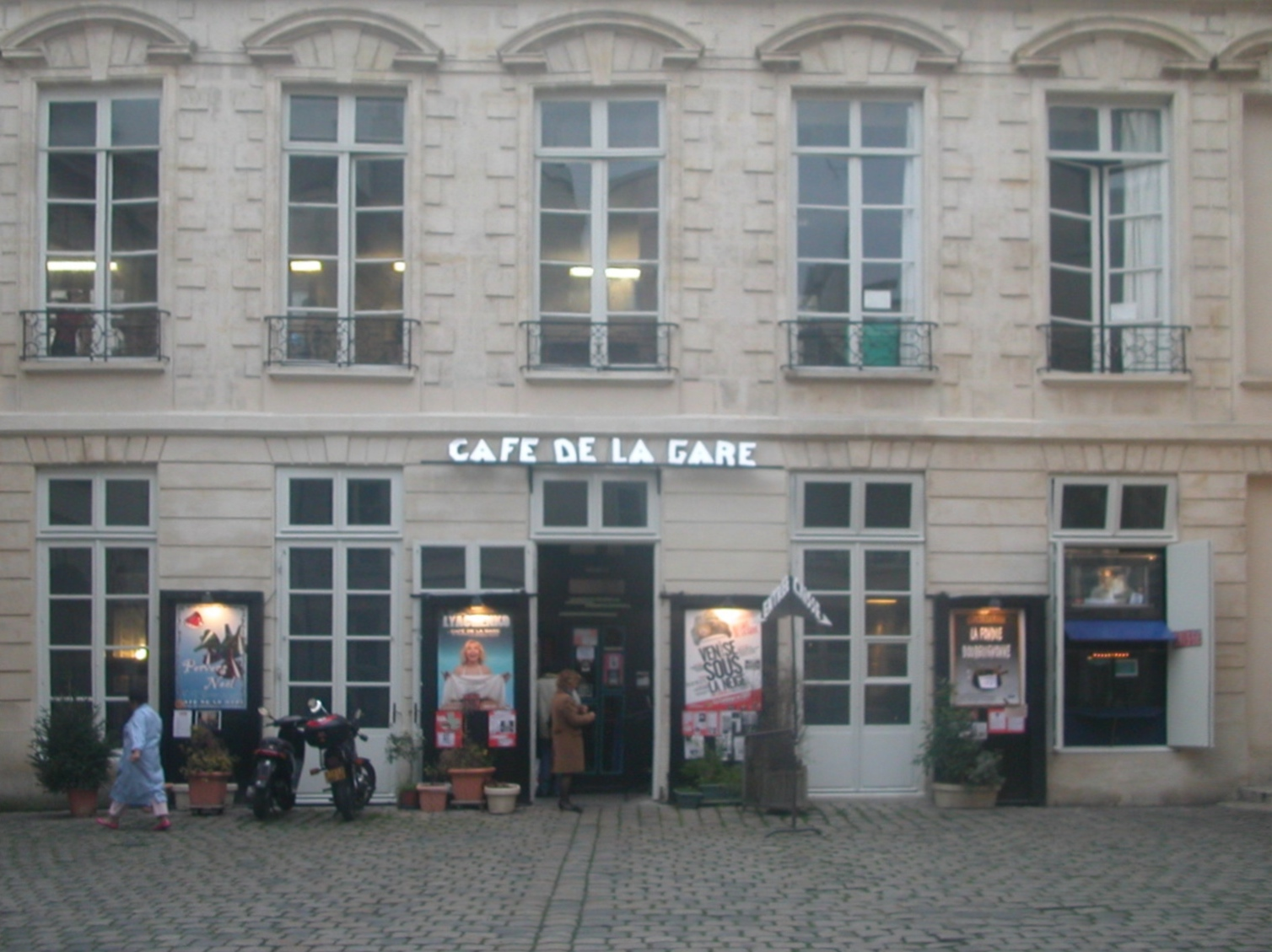
Paul Lederman remarque Renaud alors que celui-ci chante devant le Café de la Gare.

En 1974, Coluche donne son premier spectacle au nouveau Café de la Gare, rue du Temple ; Renaud, Michel et leur guitariste Bénédicte Coutler décident de jouer dans la cour pour les cinq cents personnes de la file d'attente. Ils se font remarquer par le producteur de Coluche Paul Lederman. Il leur propose de venir jouer au Caf'conc' de Paris, en première partie du spectacle de Coluche. Leur groupe se nomme « les P'tits Loulous ». Engagé pour trois mois, le groupe ne survit que trois semaines car Michel doit partir effectuer son service militaire. Encouragé par Paul Lederman, Renaud continue en solo, en interprétant ses propres chansons dont Hexagone et Camarade bourgeois. Lors d'une soirée en 1975, les deux producteurs Jacqueline Herrenschmidt et François Bernheim l'entendent et lui proposent de faire un disque. Renaud a déjà refusé une proposition antérieure de Paul Lederman — il entend toujours faire acteur — se dit peu enthousiasmé par l'offre mais il l'accepte tout de même. Son premier 33 tours intitulé Amoureux de Paname, sort le 3 avril 1975. À la radio, Jean-Louis Foulquier est le premier à l'inviter à son émission Studio de nuit sur France Inter. Lors de son premier passage télévisé à Midi Première chez Danièle Gilbert, il joue Camarade Bourgeois. Avec 2 200 exemplaires vendus, Amoureux de Paname lui vaut un succès d'estime lui permettant de chanter dans des MJC et de faire quelques dates, faiblement rémunérées, en France et en Belgique. Sa chanson Hexagone brocarde la France d'alors qu'il accuse de fascisme, en le comparant à la « gangrène » qui sévit « à Santiago comme à Paris », allusion au régime de Pinochet) ; le titre est interdit d'antenne sur France Inter pendant la visite du pape en France.
Lucien Gibara, directeur d'un café-théâtre appelé la Pizza du Marais et futur théâtre des Blancs-Manteaux où se sont déjà produits les chanteurs Bernard Lavilliers et Maxime Le Forestier), apprécie l'album Amoureux de Paname et il souhaite programmer Renaud dans son fief pour partager l'affiche avec un autre jeune chanteur à la carrière plus modeste, Yvan Dautin. Renaud accepte la proposition, doublée d'un emploi de barman et de plongeur. Il trouve toutefois le temps de prendre l'inspiration auprès de petits loubards, tout en fréquentant « la zappi », comme les amis de la famille Séchan et ces derniers surnommaient ce lieu à l'époque. En juin 1975, il partage donc l'affiche avec Yvan Dautin à la Pizza du Marais devant un petit public comprenant certaines personnalités comme Julien Clerc et Maxime Le Forestier. Il y rencontre la même année Dominique, sa future épouse, à l'époque épouse de Gérard Lanvin,. Renaud se moque de l'acteur dans une première chanson intitulée Les Aventures de Gérard Lambert. Peu après, le chanteur réussit à séduire Dominique et le divorce avec Lanvin est alors prononcé. Il y fait aussi la connaissance de Bernard Lavilliers artiste en devenir comme lui. Renaud ne croit toujours pas à une quelconque carrière musicale; il continue donc les petits rôles dans des feuilletons ou les travaux de mécanicien dans un magasin de motos. Début 1977, il joue plusieurs soirs dans Le Secret de Zonga, pièce de Martin Lamotte au café-théâtre La Veuve Pichard.
Cette époque marque le renoncement à son image de titi parisien et le début de « Renaud le loubard » : pour son deuxième album, il troque sa casquette de marlou et les chemisettes pour des santiags et un Perfecto en cuir. S'ensuivent quelques concerts en province, pour lesquels le chanteur est très demandé, à la suite d'Amoureux de Paname et où il rode certaines des chansons devant constituer l'album suivant.

### Période loubard

#### Premiers succès (1977-1979)
Avec les mêmes producteurs qu'Amoureux de Paname  Jacqueline Herrenschmidt et François Bernheim, Renaud sort son deuxième album intitulé Laisse béton en 1977 pour lequel il abandonne son image de titi parisien (qu'il trouve trop folklorique) pour celle du gentil loubard au blouson de cuir, image qu'il durcit jusqu’à l'album Marche à l'ombre. Renaud bénéficie de plus de liberté artistique pour produire cet album. Il impose ses musiciens, la pochette et la chanson Les Charognards que ses producteurs refusent en raison d'une certaine « apologie du gangstérisme ». Toutefois, il n'a pas réussi à leur imposer une chanson contre Franco sur l'album précédent, titre qui est transformé en Petite fille des sombres rues). Nettement plus soigné en termes d'arrangements et de mixage, l'album Laisse béton se vend modestement mais la chanson-titre devient vite un tube dans les premiers mois de 1978 et le grand public découvre le chanteur Renaud.

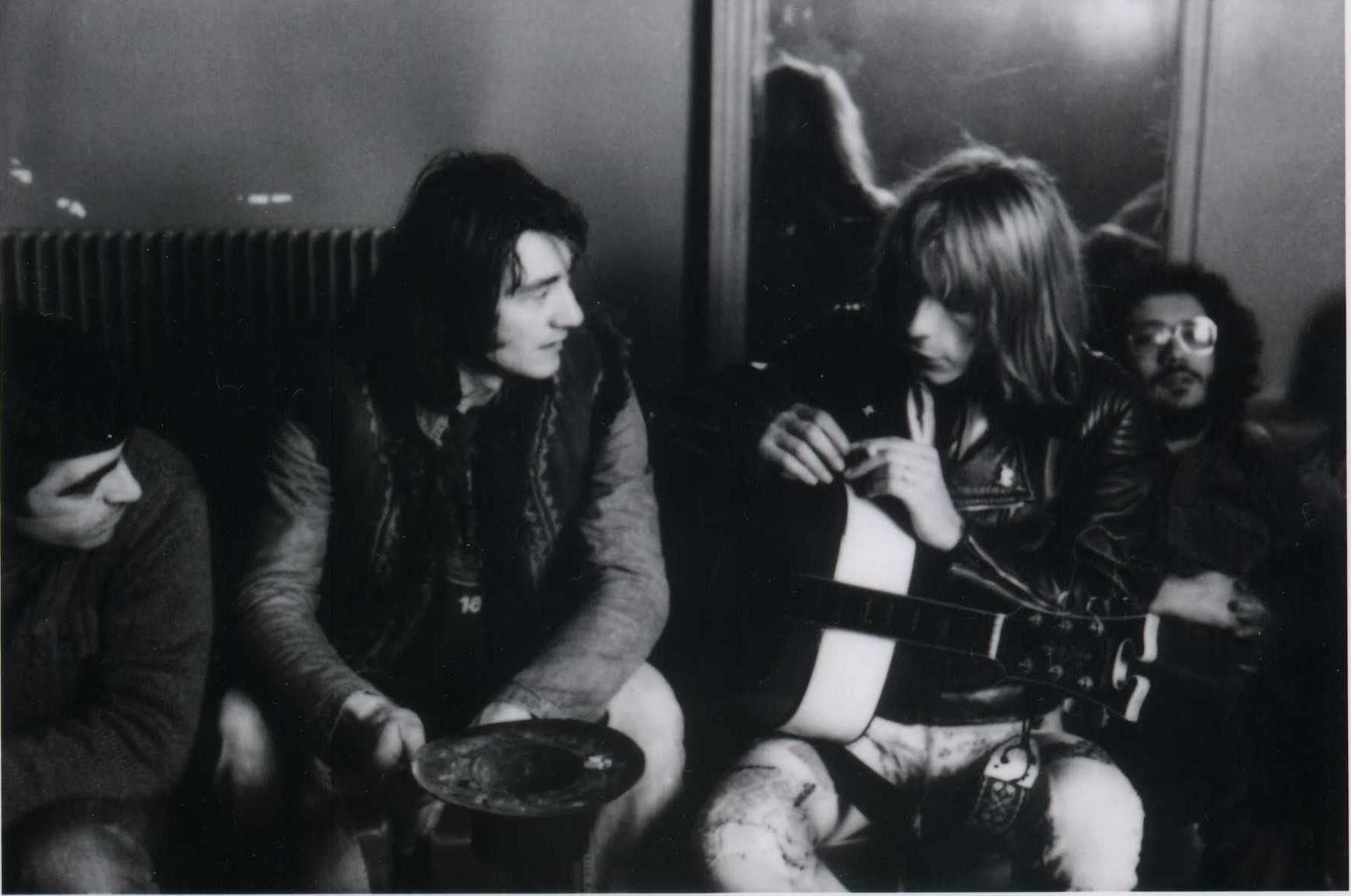
Alain Meilland et Renaud dans la loge de la MCB avant le premier passage au Printemps de Bourges 1978.

Il arpente régulièrement les couloirs des studios des Buttes-Chaumont à la recherche de petits rôles à la télé, ce qui lui permet de jouer pour la télévision. En 1977, il campe successivement un homme de bonne famille dans Madame Ex et un dealer d'héroïne dans l'épisode La Neige de Noël de la série Brigade des mineurs. L'épisode traite de la drogue et est déprogrammé juste avant sa diffusion car considéré comme trop réaliste. Le téléfilm est finalement diffusé en décembre 1977 dans le cadre d’un épisode des Dossiers de l’écran,. Fin 1977, au cours de l'émission Studio de nuit de Jean-Louis Foulquier, sur France Inter Jacques Erwan (journaliste) et Alain Meilland (cofondateur avec Daniel Colling du Printemps de Bourges) vont lui proposer un premier passage à ce nouveau festival consacré à la chanson française. Ce nouveau venu dans la chanson triomphe au Printemps de Bourges en avril 1978, accompagné par le groupe Oze. La chanson Hexagone fait partie du double album compilation et, par la suite, Renaud reste très attaché à ce festival auquel il participe souvent.
Son image de loubard attire aux concerts, un public de voyous auquel il n'a jusqu'alors pas été habitué. Le 30 juin, Renaud remporte le premier prix au Festival de Spa, en Belgique, avec Chanson pour Pierrot. La vente du single Laisse béton atteint les 300 000 exemplaires et l'album se vend à 200 000 exemplaires. Cette soudaine célébrité l'amène à se poser des questions sur l'influence qu'il peut avoir. Les médias commencent à lui coller l'étiquette de loubard alors qu'il refuse de se limiter à cet aspect. À ce titre, Renaud n'attribue pas à ses chansons de zonard un côté autobiographique mais plutôt un moyen de faire connaître les problèmes de ces gens qu'il a connus. Pour se « démystifier » aux yeux du public, il termine tous ses spectacles par Peau Aime, titre faisant partie de son album suivant. La société de production ayant fait faillite, Polydor rachète le contrat de Renaud, lequel dispose désormais d'un contrat moins léonin.
Troisième album de Renaud, Ma gonzesse sort en janvier 1979. Dans la lignée du précédent, Renaud se dévoile néanmoins plus sensible et adepte de l'autodérision. C'est mon dernier bal est interdite d'antenne. En mars, il affronte sa première grande salle parisienne : le Théâtre de la Ville, salle de huit cents places où il joue à guichets fermés cinq soirs de suite. Avec le succès croissant, surviennent les premières controverses. Maintenant que le chanteur gagne beaucoup d'argent et qu'il se met à faire des chansons sentimentales, son image de loubard rebelle ne colle plus vraiment et certains, comme la revue Rock & Folk, le voient déjà récupéré par la société de consommation. De plus, la famille d'intellectuels du côté de son père lui vaut d'être traité de bourgeois. Ces critiques énervent Renaud et il entreprend un prochain album qu'il veut « d'une violence noire ».

#### Gérard Lambert et transition (1980-1981)
Sorti en janvier 1980, l'album suivant, intitulé Marche à l'ombre, est dédié à Jacques Mesrine, criminel français des années 1970 tué par la police. Plus violent et plus sombre avec des chansons comme Baston, La Teigne, Marche à l'ombre ou Mimi l'ennui, sans être dénué d'humour, l'album obtient un succès populaire. Renaud abandonne son groupe de scène pour une équipe de musiciens professionnels parmi lesquels Jean-Philippe Goude. Gérard Lambert, personnage central de la chanson Les Aventures de Gérard Lambert, créée pour railler le comédien Gérard Lanvin, devient un vrai phénomène. Plus controversé, le titre Où c'est qu'j'ai mis mon flingue ? s'en prend ouvertement à toutes les critiques qu'il a pu recevoir en raison du caractère présumé violent de la chanson et lui attire les foudres du Parti communiste français. La même année, Renaud est applaudi par le public et par la presse à Bobino. Polydor sort le double album Renaud à Bobino enregistré lors de ces soirées. La première partie du spectacle assurée par Renaud, sort en album sous le titre Le P'tit Bal du samedi soir et autres chansons réalistes. Renaud y chante de vieilles chansons du siècle précédent, accompagné par l'accordéoniste Joss Baselli.
En 1980, Renaud publie chez l'éditeur à réputation révolutionnaire Champ libre, un recueil des paroles de ses chansons intitulé Sans zikmu. La relation avec l'éditeur va tourner court à la suite d'un échange de lettres où Gérard Lebovici reproche à Renaud sa complaisance avec des médias staliniens et le fait qu'il n'ait pas écrit de chanson sur Mesrine lorsqu'il était encore en vie.
Avec son cinquième album Le Retour de Gérard Lambert enregistré fin 1981, Renaud commence à délaisser son blouson noir, transition entre Marche à l'ombre et Morgane de toi. Le 9 août 1980, il devient père de la petite Lolita, huit jours après son mariage avec Dominique; Renaud préfère s'éloigner de la violence. Cependant, les ventes n'atteignent pas celles de Marche à l'ombre malgré la présence de deux titres phares, Manu et La Blanche et d'une chanson signée Coluche, intitulée Soleil immonde. En novembre 1981, la BD Les Aventures de Gérard Lambert, scénarisée par Renaud et dessinée par Jacques Armand est publiée. Fin 1982, Renaud fait sans le savoir, ses adieux au loubard, sur la scène de l'Olympia. Le double album live intitulé Un Olympia pour moi tout seul est édité à l'occasion de ce concert.

### Paternité et succès

#### Morgane de toi(1982-1983)

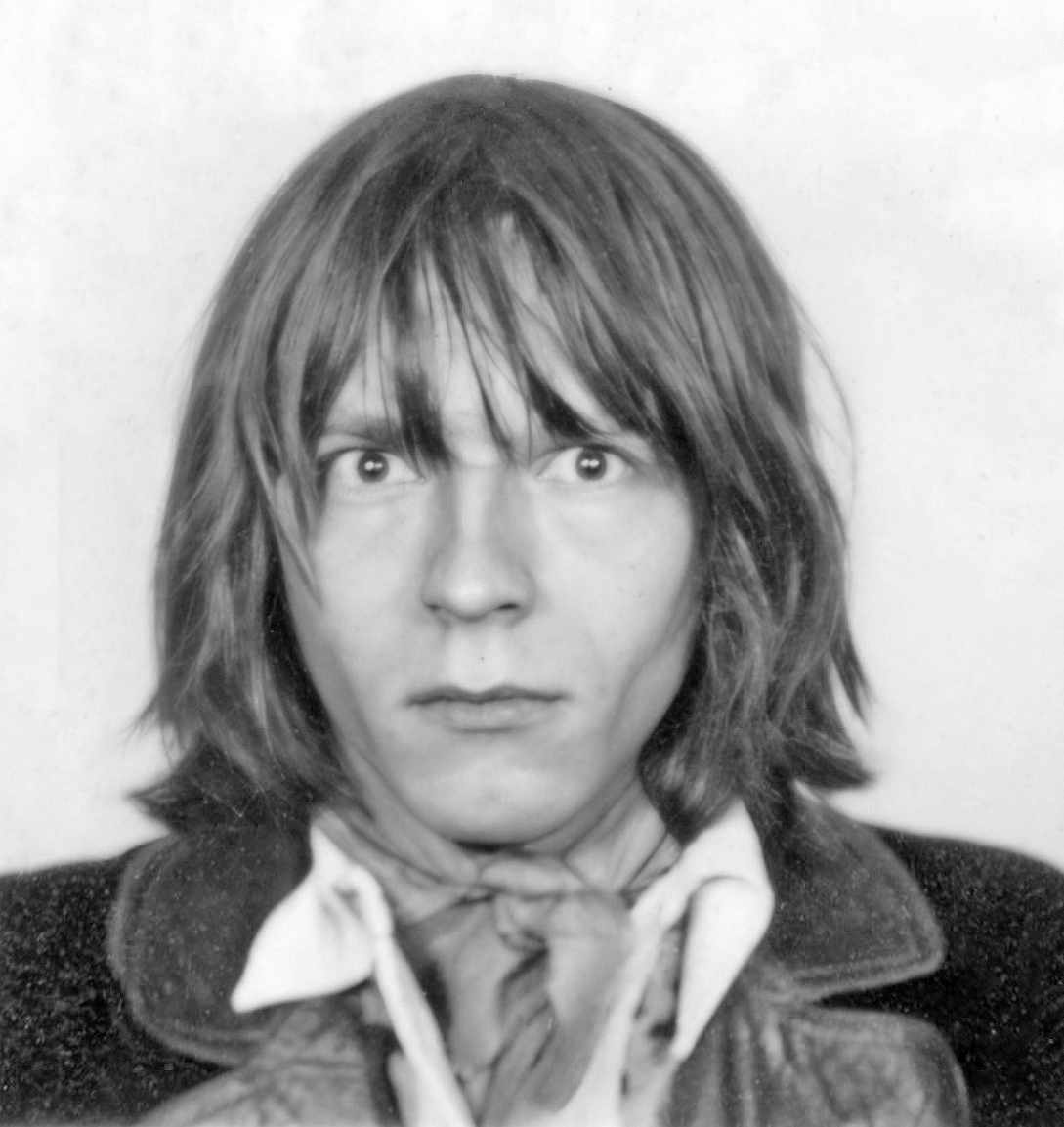
Photo d'identité de Renaud vers 1982, pour la SACEM.

Inspiré par des amis et par la lecture des récits des voyages d'Antoine, aspirant à fuir un peu la surmédiatisation, Renaud découvre la mer et prend le large avec son bateau, le Maknovtchina. L'épopée avec son épouse Dominique et sa fille Lolita, dure de septembre 1982 à mars 1983. Il en tire son tube Dès que le vent soufflera avec son fameux « tatatan » mais l'expérience se révèle finalement décevante, Dominique et Lolita étant sujettes au mal de mer par mauvais temps, aussi offre-t-il son bateau quelques années plus tard à son beau-frère qui le revendra. Pour Morgane de toi, sorti en 1983, Renaud part pour Los Angeles et s'entoure de musiciens américains renommés, comme le guitariste Albert Lee. Cet investissement n'est pas vain car Morgane de toi se vend à plus d'un million d'exemplaires en quelques mois. Deux chansons y sont dédiées à sa fille, inaugurant une longue tradition qui se poursuit sur tous les albums suivants. Serge Gainsbourg réalise le premier clip de Renaud sur Morgane de toi. Renaud a définitivement cassé son image : moins agressif, plus écolo, un blouson en jean à la place du blouson de cuir. Il conserve cependant les santiags et le bandana rouge.
En janvier 1983, d'après Frédéric Martel, Renaud se décommande, de même que Jean Marais, d'un gala organisé par Gai Pied Hebdo et l'« Association des médecins gais » pour la recherche contre le sida.
En 1981, Renaud représente 45 % du chiffre d'affaires de Polydor. Mais, ne se sentant pas soutenu par sa maison de disques, il ne renouvelle pas son contrat après Morgane de toi. Il signe chez Virgin pour 18 millions de francs, une somme record pour l'époque. Il fonde alors son label, Ceci-Cela, ainsi qu'une maison d'éditions Mino Music et Encore merci qui s'occupe du merchandising. Il joue au Zénith de Paris, qui vient juste d'être inauguré, du 17 janvier au 5 février 1984, puis effectue une tournée qui se termine au Printemps de Bourges. Entre le 10 et le 20 juillet, il part à la rencontre de son public québécois et réunit 40 000 personnes au cours de ses six concerts en Amérique du Nord. Le 8 septembre, malgré ses relations en froid avec le PCF, il chante en vedette à la Fête de l'Humanité, revenant ainsi sur ses prises de position passées pas plus tard qu'au début de l'année, afin de bien montrer qu'il s'oppose à la droite.

#### Mistral Gagnant: popularité fatigante (1985)
L'année 1985 est mouvementée pour Renaud. En février, la chanteuse Valérie Lagrange lui propose d'écrire une chanson pour l'Afrique. À l'époque, une sécheresse sans précédent sévit en Éthiopie depuis plusieurs années, faisant des milliers de victimes. Des musiciens africains et des artistes d'Amérique du Nord comme Michael Jackson avec la chanson We Are the World) ou Bob Geldof, le chanteur irlandais du groupe The Boomtown Rats et organisateur du Live Aid 1985 ont déjà réalisé des disques de solidarité mais en France, rien n'a été entrepris. Valérie Lagrange voit en Renaud le catalyseur idéal pouvant faire bouger les artistes. Après quelques hésitations, il accepte, écrit le texte S.O.S. Éthiopie sur une musique de Franck Langolff puis il réunit une trentaine d'artistes dont notamment Francis Cabrel, Jean-Jacques Goldman, Jacques Higelin, Coluche, Julien Clerc et Alain Souchon. Le disque dépasse rapidement le million d'exemplaires (1 724 000 exactement, huitième single le plus vendu en France à cette période) et rapporte plusieurs millions de francs à Médecins sans frontières, l'association bénéficiaire de l'opération. Le concert des Chanteurs sans frontières, organisé par la suite à la Courneuve, obtient un succès plus mitigé.
En août, contacté par le Festival mondial de la jeunesse et des étudiants, Renaud part donner une série de concerts à Moscou, en URSS. Séjour encadré mais globalement attendu comme positif, Renaud se réjouit d'affronter un public non francophone, jusqu’à l'incident du parc Gorki : devant dix mille personnes triées sur le volet, Renaud entame sa chanson pacifiste Déserteur. Des projecteurs éclairent soudainement les gradins, trois mille spectateurs se lèvent en même temps et quittent aussitôt la salle. L'incident semble prémédité, probablement par une faction dirigeante peu encline à cette ouverture vers l'Occident, dont Renaud, fils de communistes fervents sort profondément blessé et même furieux, déclarant : « j'ai failli sortir dix fois de scène »). Ce séjour soviétique modifie sa vision du pays et lui inspire la chanson Fatigué intégrée ensuite dans l'album suivant Mistral gagnant; un titre ébauché le jour même devant l'hôtel Ukraine. Épuisé moralement et physiquement, il quitte l'URSS pour l'enregistrement de son nouvel album, à Los Angeles.
Arrivé en décembre et sorti au Québec le 20 janvier 1986, l'album Mistral gagnant sent la désillusion avec notamment le titre Fatigué, la désespérance avec Morts les enfants et P'tite Conne où il fustige la drogue — chanson en hommage à Pascale Ogier qu'il ne nomme pas, victime d'une overdose et fille de l'actrice Bulle Ogier —. On y retrouve aussi la nostalgie de l'enfance avec la chanson Mistral gagnant qui reste néanmoins l'une de ses plus belles chansons; des thèmes traduisant ainsi les derniers mois difficiles durant lesquels Renaud écrit les chansons de l'album. Le titre Miss Maggie — écrit après le drame du Heysel — se veut d'abord un hommage aux femmes, qu'il considère incapables d'être aussi violentes que les hommes et se transforme en pamphlet contre Margaret Thatcher. L'offensive contre le Premier ministre du Royaume-Uni déclenche une polémique en Angleterre. L'accueil enthousiaste du public avec plus d'un million d'exemplaires vendus ainsi que celui de la critique favorable à ce disque « inquiet », redonne confiance à Renaud pour sa prochaine prestation pendant un mois au Zénith début 1986 ; 180 000 personnes y assistent. Le décor, un bateau, le Karaboudjan. Sa tournée le Retour de la Chetron Sauvage obtient un franc succès. Par ailleurs, un recueil de ses chansons et dessins, préfacé par Frédéric Dard, lui vaut d'être invité par Bernard Pivot dans l'émission littéraire de référence à la télévision, Apostrophes, reconnaissance officielle de ses talents d'écrivain.

#### Putain de camion: premières déprimes (1986-1990)
Si sa vie d'artiste est comblée, ce n'est pas le cas de sa vie personnelle. Renaud s'enfonce lentement dans la déprime : par la remise en question de ses engagements commencée à partir de Morgane de toi, par le temps qui passe… et par les premiers deuils. Le 19 juin 1986, la mort brutale de son ami Coluche l'affecte gravement. En 1988, Renaud dédie son nouvel album Putain de camion à Marius et à Romain, les fils de Michel et Véronique Colucci. La chanson-titre de l'album est d'ailleurs un hommage à celui qui est le parrain de sa fille Lolita. L'album sort sans promotion, décision ayant un effet sensible sur les ventes : 800 000, soit deux fois moins que le précédent. En 1989, l'album obtient malgré tout plusieurs prix.
En 1989, Renaud organise un grand concert gratuit place de la Bastille à Paris, Ça suffat comme ci avec notamment Johnny Clegg et Mano Negra, conçu par l'écrivain Gilles Perrault et la LCR en réponse au sommet du G7 à Paris. La même année, sort un double album live intitulé Visage pâle rencontrer public, Renaud tour 89 témoignage d'une tournée avec, pour décor, un arbre géant.
En 1990, le chanteur écrit six titres pour le deuxième album de Vanessa Paradis, sur des musiques de Franck Langolff. Mais entre-temps, Vanessa Paradis rencontre Serge Gainsbourg qui tient absolument à signer l'intégralité de son album Variations sur le même t'aime. Il s'entretient avec Renaud pour le supplier de se retirer du projet. Le chanteur se voit contraint de « mettre à la poubelle », les six maquettes déjà enregistrées pour Vanessa Paradis.

### Diversifications, puis alcoolisme

#### Marchand de cailloux(1991-1993)
L'album Marchand de cailloux est produit en 1991, enregistré au Studio Sarm West à Londres, durant la guerre du Golfe contre laquelle Renaud a milité ; on peut lire au dos de la pochette, la mention « enregistré pendant leur sale guerre ». Rassemblant des chansons pacifistes, de pêche à la ligne avec Tant qu'il y aura des ombres ainsi que sur les dirigeants socialistes l'ayant tant déçu comme Tonton et Le Tango des élus, l'album se vend un peu moins bien que Putain de camion (565 000 exemplaires) mais il obtient un Grand Prix de l'Académie du disque Charles Cros. Le clip du titre P'tit voleur est tourné avec l'actrice Emmanuelle Béart.
En mai 1992, il chante cinq semaines durant au Casino de Paris, cette fois, sans décor exorbitant. En juillet 1992, il fait partie de l'équipe pour relancer la revue Charlie Hebdo et il devient actionnaire du titre. En décembre 1993, il arrête sa chronique Renaud bille en tête, pour se consacrer à l'enregistrement de l'album À la Belle de Mai. Toutefois, il reprend l'éditorial entre janvier 1995 et juillet 1996, avec Envoyé spécial chez moi.

#### Dans le Nord (1993-1994)
Comme acteur principal du film, Renaud consacre le reste de l'année 1992 au tournage de Germinal où il joue le rôle d'Étienne Lantier, aux côtés de notamment Gérard Depardieu, Miou-Miou et Jean Carmet. En 1980 dans la loge de son concert à Bobino, le réalisateur Claude Berri lui promet qu'un jour, il va lui trouver un grand rôle au cinéma. Ayant initialement préféré un petit rôle, Renaud accepte en tant que petit-fils de mineur. Oscar, inspiration de la chanson homonyme dédiée à celui qui lui a donné son foulard rouge et sa fameuse gâpette). Il apprécie beaucoup Claude Berri et l'expérience de tournage, assez difficile. Mais il déplore que certaines scènes représentent des semaines de travail ont été coupées au montage. Claude Berri lui déclare que Renaud aurait pu incarner François Villon et un biopic a même été envisagé,,. Comme en prélude à la sortie du film, Renaud enregistre début 1993 Renaud cante el' Nord, album de reprises de chansons ch'ti. Au cours des six mois de tournage de Germinal, Renaud peut découvrir les mœurs et le folklore des gens du bassin minier du Nord-Pas-de-Calais et, par amour de ces gens qu'il considère d'une grande générosité, décide de l'interpréter. L'album lui vaut sa première Victoire de la musique en 1994 dans la catégorie « Album de musique traditionnelle » et le disque se vend à 350 000 exemplaires, alors que Renaud pense qu'il ne va intéresser que les gens du Nord. Toujours en 1994, il sort un conte pour enfants La Petite vague qui avait le mal de mer.

#### À la Belle de Maiet hommage à Brassens (1994-1995)
Suit en novembre 1994, À la Belle de Mai, un album dont la première chanson éponyme raconte l'arrivée d'un étranger parisien, dans ce quartier marseillais. Le titre vise sans le nommer Bernard Tapie ayant offert le titre européen à l'OM puis ses déboires, lorsqu'il veut entrer en politique avant de terminer sur son retour vers la capitale.
L'album est enregistré à son domicile et produit entièrement en instruments acoustiques. Renaud privilégie plus les coups de cœur que les coups de sang ; il chante son admiration pour Che Guevara, Zapata ou Pancho Villa. Trois musiques sont signées par son ami Julien Clerc et les arrangements sont dirigés par l'accordéoniste Jean-Louis Roques, dont l'influence musicale a pris de plus en plus d'importance depuis 1978. L'album atteint les 585 000 exemplaires, porté par les titres C'est quand qu'on va où ?, La médaille, Mon amoureux, Lolito Lolita et À la Belle de Mai. Le concert ainsi que la tournée sont enregistrés sur le double album live Paris-Provinces Aller/Retour et édité en vidéo, sur vidéocassette. À partir du 1er mai 1995, peu avant l'élection présidentielle en France, Renaud se produit à la Mutualité, symbole des grands meetings de la gauche. Durant l'hiver 1995, il a effectué une tournée en Bosnie avec Charlie Hebdo et Philippe Val. Cette même année, Renaud enregistre un album reprenant vingt-trois chansons de Georges Brassens : Renaud chante Brassens.
Toutefois pour Renaud et surtout pour ses maisons de disques, cette année 1995 est aussi l'année des compilations. Ses deux maisons de disques Polydor et Virgin sortent coup sur coup The meilleur of Renaud 1975-1985, The meilleur of Renaud 1985-1995 et une double compilation The Very Meilleur of Renaud (1975/1995); l'ensemble se vend à 800 000 exemplaires. Puis en novembre, sort L'Intégrale Renaud Coffret 18 CD : Renaud - Intégrale contenant trois albums inédits : Renaud chante Brassens, Les Introuvables et Le Retour de la Chetron Sauvage.

#### Passage du «Renard» (1995-2002)
Renaud a toujours été nostalgique de son enfance et s'avoue fataliste quant à l'avenir; J'ai la vie qui me pique les yeux, Mistral gagnant) et, dans les années 1980, la perte de plusieurs amis proches comme Coluche, Desproges et Gainsbourg l'affecte beaucoup. Au fil des années et malgré un soutien constant de son épouse laquelle, selon la famille Séchan, « portait Renaud à bout de bras », Renaud cède à sa mélancolie pour se rapprocher de son côté sombre — qu'il surnomme lui-même « Renard » (par analogie avec Gainsbourg/Gainsbarre). Connaissant, depuis plusieurs années déjà, une tendance à la dépression en raison de la nostalgie du temps qui passe et de la perte de ses idéaux, il entame en 1995 une longue période de silence. Elle ne se termine qu'en 2002) avec quelques apparitions sur scène et d'innombrables rechutes.
Pris dans l'alcoolisme, la solitude et le cynisme, Renaud perd son grand amour Dominique, laquelle le quitte en 1999, après près de vingt-cinq ans de relation, en même temps que l'inspiration. Il emménage alors avec son frère Thierry au-dessus de la brasserie la Closerie des Lilas, devenant son quartier général.
Devenu l'ombre de lui-même, ses quelques apparitions le montrent bouffi par l'alcool, les yeux cernés. Conscients de l'urgence, ses musiciens Alain Lanty et Jean-Pierre Bucolo l'embarquent dans une tournée thérapeutique Une guitare, un piano et Renaud, marathon de deux-cent-deux dates dans des petites salles de province entre octobre 1999 et mars 2001. Cette tournée lui fait réaliser l'amour que lui porte encore son public, malgré les performances vocales éraillées et parfois totalement catastrophiques du chanteur. La tournée présente trois nouvelles chansons, Baltique, Boucan d'enfer et Elle a vu le loup mais Renaud n'arrive plus à écrire et ne sait même pas s'il sera capable à produire un nouvel album. Un premier déclic arrive grâce à son ami journaliste Pascal Fioretto. Alors en cure, Renaud craque et veut se resservir un verre. Fioretto le lui accorde, à la condition qu'il lui écrive une chanson. Une heure plus tard, Renaud termine Petit Pédé. En 2001, il reçoit une Victoire de la musique pour l'ensemble de son œuvre, qu'il dit avoir considérée à l'époque comme un hommage posthume. À cette occasion, il interprète Mistral gagnant. En regardant sa prestation, il se rend compte de l'urgence de se ressaisir. Le véritable déclic provient de sa rencontre en 1999 à la Closerie des Lilas avec Romane Serda, jeune chanteuse dont le groupe ne parvient pas à percer et dont il tombe très vite amoureux. Un soir où il rentre ivre, Romane le prévient qu'elle va le quitter s'il n'arrête pas de boire.
Renaud retourne en cure, recommence à écrire des chansons et sort son treizième album un an plus tard.

### Renaissance

#### Retour avec unBoucan d'enfer(2002-2005)

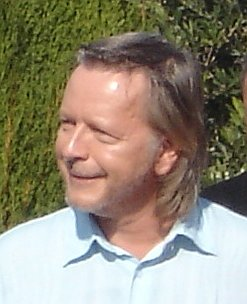
Renaud lors de l'inauguration de l'école Renaud-Séchan en 2006.

En mai 2002, un nouvel album, Boucan d'enfer, illustré par Titouan Lamazou, apparaît donc dans les bacs, huit ans après le dernier enregistrement original du chanteur énervant. Mis en musique par ses amis Alain Lanty et Jean-Pierre Bucolo, l'album est à l'image des dernières années passées : noir et sans concession, avec des chansons comme Docteur Renaud, Mister Renard, Cœur perdu et Mal barrés qui reflètent le purgatoire passé. Le single Manhattan-Kaboul en duo avec Axelle Red connaît un énorme succès (523 000 exemplaires vendus) et l'album se vend à plus de deux millions d'exemplaires, un record pour le chanteur.
Après tant d'années, Renaud commence à prendre le dessus sur Renard, le nom qu'il donne à son côté sombre rongé par l'alcool. Pendant la Tournée d'enfer qui s'ensuit, dans un décor de fête de village, il connaît quelques rechutes, fait un delirium tremens et la voix n'est pas toujours au rendez-vous, mais il remporte malgré tout un grand succès. Plus de cent-soixante-dix concerts sont donnés, la tournée s'arrêtant notamment plusieurs fois au Zénith de Paris et au festival des Vieilles Charrues. Aux côtés de Johnny Hallyday, Renaud joue dans le film Wanted de Brad Mirman. L'année est couronnée par trois Victoires de la Musique et deux NRJ Music Awards. Les apparitions de Renaud à cette cérémonie et dans d'autres émissions de variétés furent par la suite critiquées compte tenu des reproches très durs qu'il avait pu faire à ces médias. Un article au vitriol du journal Tant pis pour vous lui est notamment consacré en mars 2004. Renaud attaque le journal en justice demandant de lourds dommages et intérêts pour un journal économiquement fragile, ce qui lui est reproché par la presse. Cela n’entache cependant pas son image. Il reste très populaire auprès de ses compatriotes et est régulièrement placé dans les dix personnes les plus appréciées par les Français.
En 2003, il emménage avec la chanteuse Romane Serda dans le 14e arrondissement de Paris et ils se marient le 5 août 2005, à la mairie de Châteauneuf-de-Bordette (Drôme). La liaison entre Renaud et Romane Serda a pourtant engendré des polémiques du côté des fans. Ayant retrouvé l'amour et s'étant remarié, il parvient enfin à sortir de l'alcoolisme et à sentir renaître son âme de militant. Depuis 2005, il lutte activement pour la libération d'Íngrid Betancourt et des autres otages des FARC en Colombie auxquels il consacre une chanson, Dans la jungle, traduite ensuite en espagnol et interprétée par Melingo, un chanteur argentin.

#### Rouge Sang: continuité de la renaissance (2006-2007)

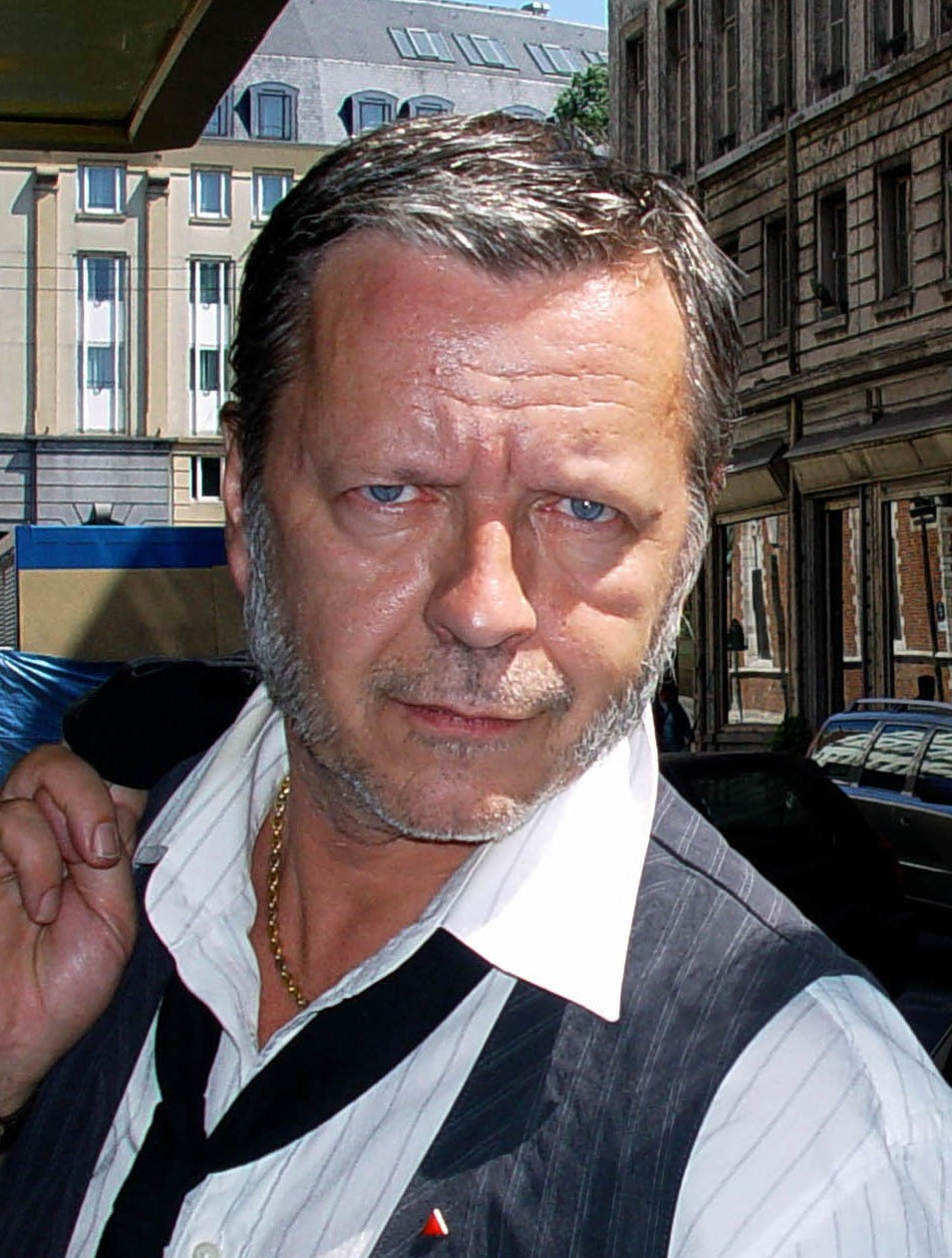
Renaud en 2007, peu avant de retomber dans ses addictions.

À l'occasion des quatre ans de détention d'Íngrid Betancourt, le 23 février 2006 l'artiste organise un grand concert au Zénith de Rouen réunissant de nombreuses personnalités. Cette même année, il relance son combat contre la corrida et en faveur de la réintroduction des ours dans les Pyrénées. Malone, son deuxième enfant, naît le 14 juillet 2006. Le 14 octobre 2006 est inaugurée l'école Renaud-Séchan à Mirabel-aux-Baronnies (proche du village natal de Romane Serda), pour la construction de laquelle le chanteur avait donné une importante somme d'argent.
Le 2 octobre 2006, sortent simultanément son douzième album intitulé Rouge Sang et une version collector de celui-ci. Dès la première semaine, les deux versions s'écoulent à plus de 170 000 exemplaires représentant un triple disque de platine, avec 700 000 exemplaires au total. Rouge Sang est considéré par certains comme une sorte de renaissance, tant le Renaud de Boucan d'enfer a été l'œuvre d'un autre personnage, cynique, désabusé et plus consensuel. L'album est ainsi nettement plus engagé que le précédent opus avec Leonard's Song dédiée à Leonard Peltier, J'ai retrouvé mon flingue, Elle est facho, Rouge Sang). La critique sur l'album est toutefois mitigée; bien que l'ensemble de la presse célèbre le « retour à la forme » du chanteur après ses années noires, de nombreux journaux dont Le Monde et Télérama considèrent que sa plume s'est émoussée et les critiques déplorent les arrangements « très électriques » et datés de Jean-Pierre Bucolo.
Illustré par Killofer, jamais aucun album de Renaud n'a jusqu'alors contenu autant de chansons : vingt-quatre sur l'édition collector, y compris le titre Rien à te mettre, écrit par un autre chanteur, Benoît Dorémus. Durant la tournée médiatique, Renaud enregistre une publicité où, non sans humour, lui et Vincent Delerm qu'il cite dans Les Bobos, premier single de l'album, vendu à 67 100 exemplaires en seize semaines, vantent leurs albums respectifs. Renaud écrit et produit Après la pluie, deuxième album de Romane Serda, publié le 26 février 2007.
En février 2007, il annonce qu'il s'installe en Angleterre avec sa famille, tout en précisant qu'il va toujours payer ses impôts en France.
Il effectue au printemps et à l'été 2007 la tournée Rouge Sang tour. La voix y est souvent meilleure que pendant la tournée Boucan d'enfer; le décor représente les toits de Paris, en référence à Robert Doisneau et au dernier concert des Beatles. Celle-ci s'arrête notamment quatre fois à Bercy et au centre de détention de Bapaume, lors de la Fête de la musique. Il offre également un concert à L'Isle-sur-la-Sorgue, ville où il possède une résidence secondaire. Une tournée des festivals comprenant Festival des Terres Neuvas, Festival d'été de Québec, Francofolies, Paléo, Fête de l'Humanité et Musilac se tient durant l'été 2007. Il termine sa tournée par un concert gratuit à Paris, offert à ses fans, le 29 septembre 2007 à la Cigale, qui sortira sur disque en 2025. Sur scène durant près de six heures, il revisite l'ensemble de son répertoire. En novembre sort Tournée Rouge Sang, témoignage sur CD et DVD des concerts de Bercy. En septembre Jeunesse se passe est publié; le premier album de Benoît Dorémus produit par Renaud, impressionné par son premier album, initialement auto-produit. Il a fait signer Dorémus sur son label Ceci-Cela, en janvier 2006).

#### Molly Malone: fatigue d'un artiste (2008-2010)
À partir de 2008, Renaud se fait plus discret sur la scène médiatique. Son silence à la libération d'Íngrid Betancourt le 2 juillet 2008, une cause pour laquelle il s'est pleinement investi, suscite certaines interrogations. Pour faire taire la rumeur d'une récupération médiatique, il explique avoir préféré la rencontrer hors caméras.
Sa fille Lolita se marie avec le chanteur Renan Luce au cours de l'été 2009 et il quitte le XIVe arrondissement pour Meudon, en banlieue parisienne. Le 23 novembre 2009 sort Molly Malone – Balade irlandaise, album de reprises de chansons traditionnelles irlandaises, projet qu'il dit envisager depuis plus de vingt-cinq ans. Le disque comporte treize chansons, toutes adaptées du répertoire traditionnel de la musique celtique irlandaise, comme The Water is Wide devenue La Ballade Nord-Irlandaise, titre qu'il reprend dix-huit ans plus tard ; la chanson figurait dans l'album Marchand de cailloux. L'album reçoit un accueil mitigé, beaucoup de critiques reprochant au chanteur, sa voix de plus en plus fatiguée,.
Fin 2010, sort une intégrale vinyle et un nouveau florilège sur trois CD, intitulé Le Plein de super. La même année, il reprend Encore un rhum sur VIP: Very Intimes Poteaux, album hommage au groupe Soldat Louis. Il participe également au projet collectif Dr Tom - La liberté en cavale, reprenant des chansons signées par Franck Langolff, décédé quatre ans plus tôt.

### Rechute et «Phénix»

#### Rechute dans ses addictions (2010-2014)
Renaud se lance ensuite dans la préparation d'un album. Toutefois, dans plusieurs entretiens, il s'avoue en panne d'inspiration et dévoré par la nostalgie : 

« Je ne sais plus faire, j'ai perdu la sève. Même mon fils de quatre ans qui devrait m'inspirer de belles chansons, pour parler de son avenir, de la société dans laquelle il va évoluer, eh bien, non, ça ne m'inspire pas. C'est épuisant de passer ses jours et ses nuits à repenser à son enfance et à son adolescence. Chaque année qui passe, la nostalgie se rapproche. »

Il déclare être hanté par ses vieux démons depuis quatre ans et s'être remis à boire.
Romane Serda et Renaud divorcent le 23 septembre 2011. À sa sortie du tribunal, elle déclare au sujet de Renaud : « Nous venons de divorcer mais je l'aime. »
En octobre 2012, une nouvelle intégrale des albums studios contenant une nouvelle édition de la compilation Les Introuvables est publiée, avec des titres parus sur différents supports (compilations, albums hommage, etc.). En janvier 2013, l'artiste est nommé commandeur des Arts et des Lettres.
En juin 2014 sort La Bande à Renaud, album de reprises de chansons de Renaud par quinze artistes : Jean-Louis Aubert, Cœur de pirate, Bénabar, Disiz, Élodie Frégé, Raphael, Nicola Sirkis, Benjamin Biolay, Nolwenn Leroy, Hubert-Félix Thiéfaine, Carla Bruni-Sarkozy, Renan Luce, Alexis HK, Benoît Dorémus et Grand Corps Malade. À la suite du succès de La Bande à Renaud avec ses 200 000 exemplaires), un second volume sort le 27 octobre.
Le 1er décembre 2014, la version française de Do They Know It's Christmas est publiée sous le titre Noël est là, pour soutenir la lutte contre l'épidémie d'Ebola. Renaud participe à l'interprétation et il apparaît dans le clip musical, aux côtés d'autres artistes français.

#### Relève temporaire (2015)
Le 11 mai 2015, le documentaire inédit Renaud, on t'a dans la peau est diffusé en soirée sur la chaîne nationale France 3, le jour de l'anniversaire du chanteur. Réalisateur du documentaire, Didier Varrod ayant déjà signé un documentaire sur Renaud en 2002, rencontre Renaud pour lui faire visionner le film, quelques jours avant sa télédiffusion. D'après le réalisateur, Renaud a été particulièrement ému par le reportage. Le lendemain, Benoît Dorémus annonce via les réseaux sociaux, que Renaud encore touché par le documentaire qui lui est consacré, est parvenu à écrire une nouvelle chanson; information reprise par plusieurs sources comme la page Facebook « Soutenons Renaud Séchan ».
En juin 2015, le frère de Renaud, Thierry Séchan, annonce que Renaud a écrit quatorze textes et que le guitariste Michaël Ohayon et le chanteur Renan Luce ont composé les musiques du futur album. Renaud confirme l'information sur RTL, ajoutant que l'album pourrait sortir dès septembre et qu'il sera enregistré à Bruxelles. Toutefois, toujours d'après Thierry, il doit diminuer sa consommation d'alcool et de tabac, pour être à nouveau capable de chanter. L'album est finalement repoussé à Noël et il est censé comporter une douzaine de titres, dont deux consacrés à l'attentat contre Charlie Hebdo de janvier 2015 ; « ce qui l’a marqué le plus en 2015, c’est l’attentat contre Charlie Hebdo, d’autant qu’il était ami avec Charb, Cabu, Wolinski », déclare son frère. L'album aurait pu être intitulé Mulholland Drive, titre éponyme d'une chanson présente sur l'album, racontant son voyage à Los Angeles.

En octobre 2015, l'artiste écrit et interprète le titre Ta Batterie sur l'album Il nous restera ça de Grand Corps Malade. Lors de sa collaboration avec Grand Corps Malade, Renaud retrouve le goût d’écrire pour de nouvelles chansons, l’inspiration lui revenant à cette période. Au début de janvier 2016, Renaud déclare sur Facebook : 

« Je ne bois plus une goutte d’alcool depuis cent-huit jours, je ne fume plus que maximum quinze cigarettes par jour au lieu de deux paquets et demi. Je pète la forme, j’ai fini mon disque, reste le mixage et le mastering, donc sortie prévue en mars. »

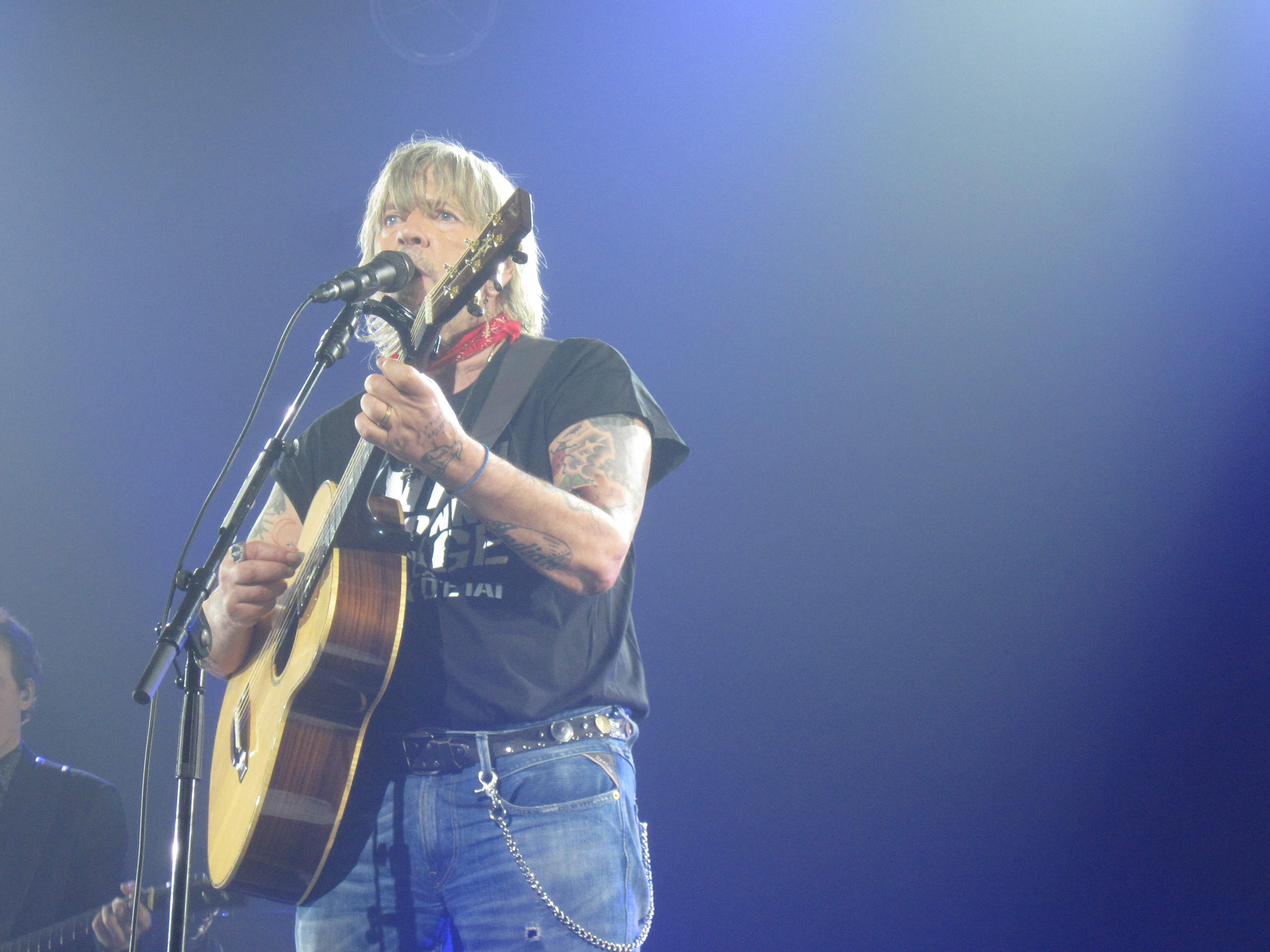
Renaud à la guitare au Zénith de Paris en octobre 2016.

Sur l'antenne d'Europe 1, il déclare aussi qu'il s'agit de son plus bel album depuis Mistral gagnant. Deux chansons sont « dédiées aux victimes des attentats et autres » : Hyper Cacher en référence à la prise d'otages du magasin Hyper Cacher de la porte de Vincennes et J'ai embrassé un flic, en référence aux manifestations des 10 et 11 janvier 2015. Toujours sur Facebook, il déclare qu'il compte reprendre la scène courant 2016.
Le 7 janvier 2016, en mémoire des victimes des attentats contre Charlie Hebdo disparues l'année précédente, il est présent place de la République à Paris et interprète Que Marianne était jolie soutenu par Christophe Alévêque, chanson du chanteur Michel Delpech, mort quelques jours plus tôt.
Le 26 janvier 2016 à minuit, Renaud publie sur son site internet la première chanson Toujours debout, issue de son futur album dont il n'a pas composé la musique,. Le même jour sur France Inter, il annonce la sortie son nouvel album : Renaud. Le clip officiel de Toujours debout sort le 26 février 2016.
Début 2016, il fait plusieurs apparitions sur scène avec I Muvrini. Le 2 mars, il fait son retour comme chroniqueur, dans l'hebdomadaire Charlie Hebdo avec un billet bimensuel. Renaud signe également à partir d'avril 2016, une chronique mensuelle dans le magazine Causette.

#### Toujours debout(2016-2017)

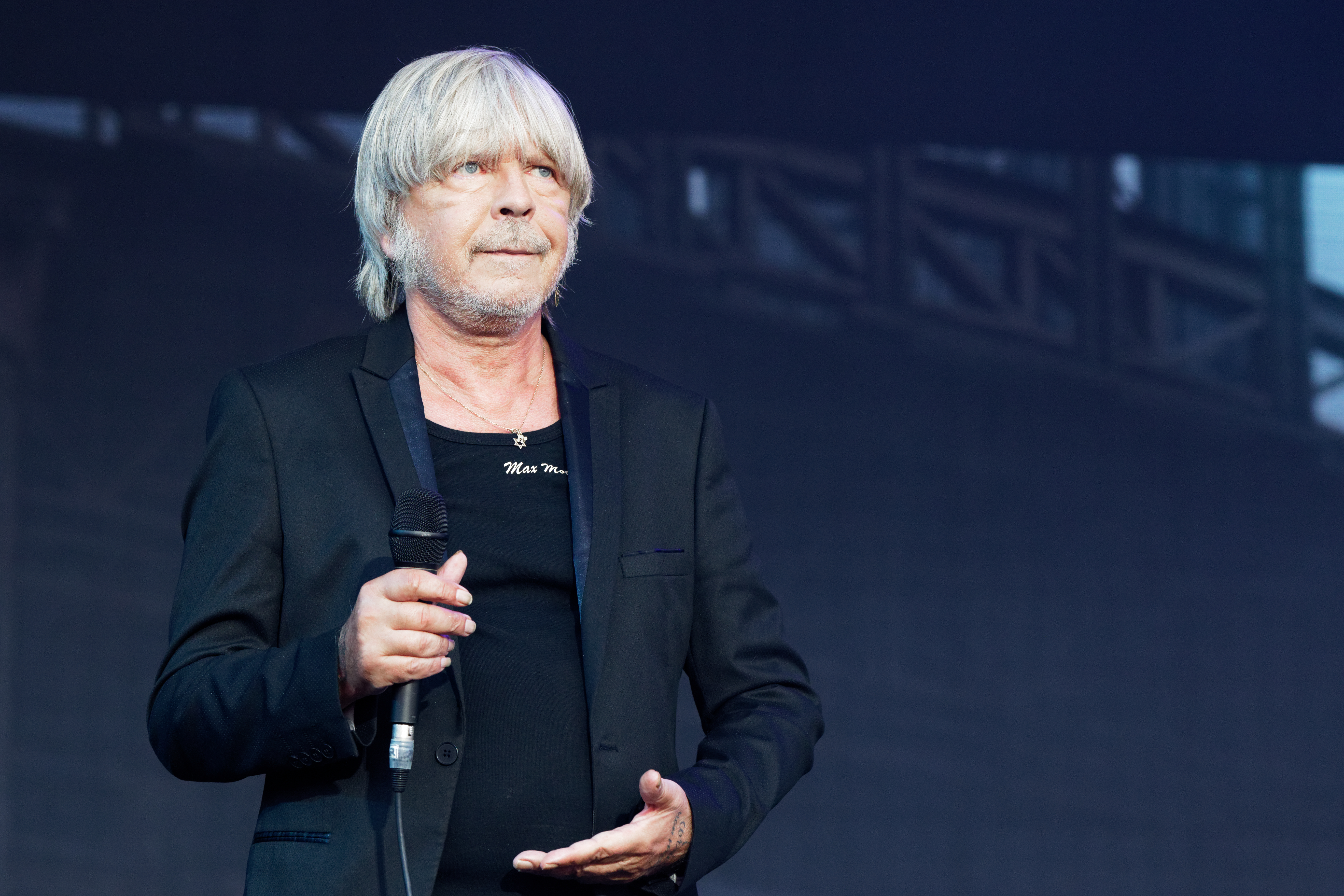
Renaud en concert au festival des Vieilles Charrues en Bretagne en juillet 2017.

Son album Renaud sort le 8 avril 2016 et il connaît un succès fulgurant, vendant plus de 500 000 albums en six semaines, recevant ainsi un disque de diamant. En janvier 2017, le SNEP révèle que Renaud a dominé les ventes en France, grâce à plus de 730 000 albums vendus en 2016.
En mai 2016 sa première autobiographie intitulée Comme un enfant perdu sort, dans laquelle il revient sur son itinéraire personnel et artistique. En juillet 2016, le groupe Tryo dévoile le clip du titre Souffler, extrait de l'album Vent debout, dans lequel apparaît Renaud.
À Évry, il entame le 1er octobre 2016, la tournée Phénix Tour, avec plus de cent-trente dates à travers la France ainsi qu'au Royaume-Uni, en Suisse et en Belgique,.
Dans la nuit du 10 au 11 février 2017, il reçoit la Victoire de l'artiste masculin de l'année aux 32e Victoires de la musique. À la fin de l'année 2017, sort Phénix Tour, album produit à partir de cette longue tournée.
Après ces événements, l'artiste connait une nouvelle rechute.
Le 6 décembre 2017, sort le film Stars 80, la suite dans lequel il apparaît à la scène finale, sous le personnage de Renard, découvrant avec émotion que le public ne l'a pas oublié.

#### Les Mômes et les Enfants d'abord(2018-2019)
En mars 2018, la presse annonce que Renaud est de retour en studio, pour un album destiné aux enfants. Michaël Ohayon réalise le disque, certaines chansons sont composées par Renan Luce et Romane Serda,.
Le 10 décembre 2018, la SACEM lui décerne un prix spécial, pour l'ensemble de sa carrière. Lors de la cérémonie, Renaud apparaît affaibli et incapable de chanter, sortant d'une cure de désintoxication à la suite de plusieurs rechutes après sa tournée mais toujours aussi engagé.
En décembre 2018, le journal La Provence annonce que Renaud va produire le prochain album de Dave, après avoir écouté sa nouvelle chanson La Fille aux deux papas. Dave déclare : « Renaud a écouté cette chanson [...] et là, ça lui a plu donc il a dit :« Je vais écouter les autres » puis a fini : « Je produis ton album »,.
Le 23 janvier 2019, Renaud est hospitalisé à la suite d'une lourde chute à son domicile.
En juillet 2019, dans un entretien accordé au Parisien, il déclare que son prochain disque s'intitule Les Mômes et les Enfants d'abord ! et doit sortir à l'automne 2019. Il s'agit d'avantage d'« un album sur l'enfance qu'un album pour enfants » de douze titres, qui va en « faire râler plus d'un » avec « plein de gros mots ». Le disque est enregistré chez Renaud à l'Isle-sur-la-Sorgue ainsi qu'à Bruxelles et à Paris,. L'album sort finalement le 29 novembre 2019, après la parution du single Les Animals. Une semaine après sa sortie, l'album s'écoule à 70 000 exemplaires, plaçant Renaud numéro un des ventes en France. Il est classé un mois plus tard par le Syndicat national de l'édition phonographique (SNEP), à la 17e place des albums les plus vendus en 2019 et obtient un double-disque de platine.

### Des albums de reprises (depuis 2020)
Le 8 juillet 2020, Renaud met en ligne le titre Corona Song, se voulant un hommage aux victimes de la pandémie de Covid-19 et aux soignants. Il s'y attaque à la Chine — qui « nous a envoyé ce virus » —, à Donald Trump — dont il évoque « [l]a connerie » —, aux gouvernants politiques — qui l'ont « bloqué chez lui deux mois sans possibilité d'aller au café voir ses potes » — et il apporte son soutien au Pr Didier Raoult. L'accueil critique des médias et du public s'avère assez mitigé, notamment en raison de son interprétation vocale, des paroles de la chanson et de l’apparence diminuée du chanteur,,.
En septembre 2021, Renaud annonce la préparation d'un album de reprises de classiques de la chanson française, prévu dans un premier temps pour février 2022. À cette occasion, il annonce avoir tiré un trait sur les tournées, se déclarant à la « retraite ». Son album Métèque sort finalement le 6 mai 2022, mois du 70e anniversaire du chanteur. L'album est réédité au mois de décembre avec quatre titres supplémentaires : les trois reprises Suzanne, La vie s'écoule, la vie s'enfuit et Ma fille ainsi qu'un inédit écrit avec Marc Cuadrado, intitulé J'veux une Harley.

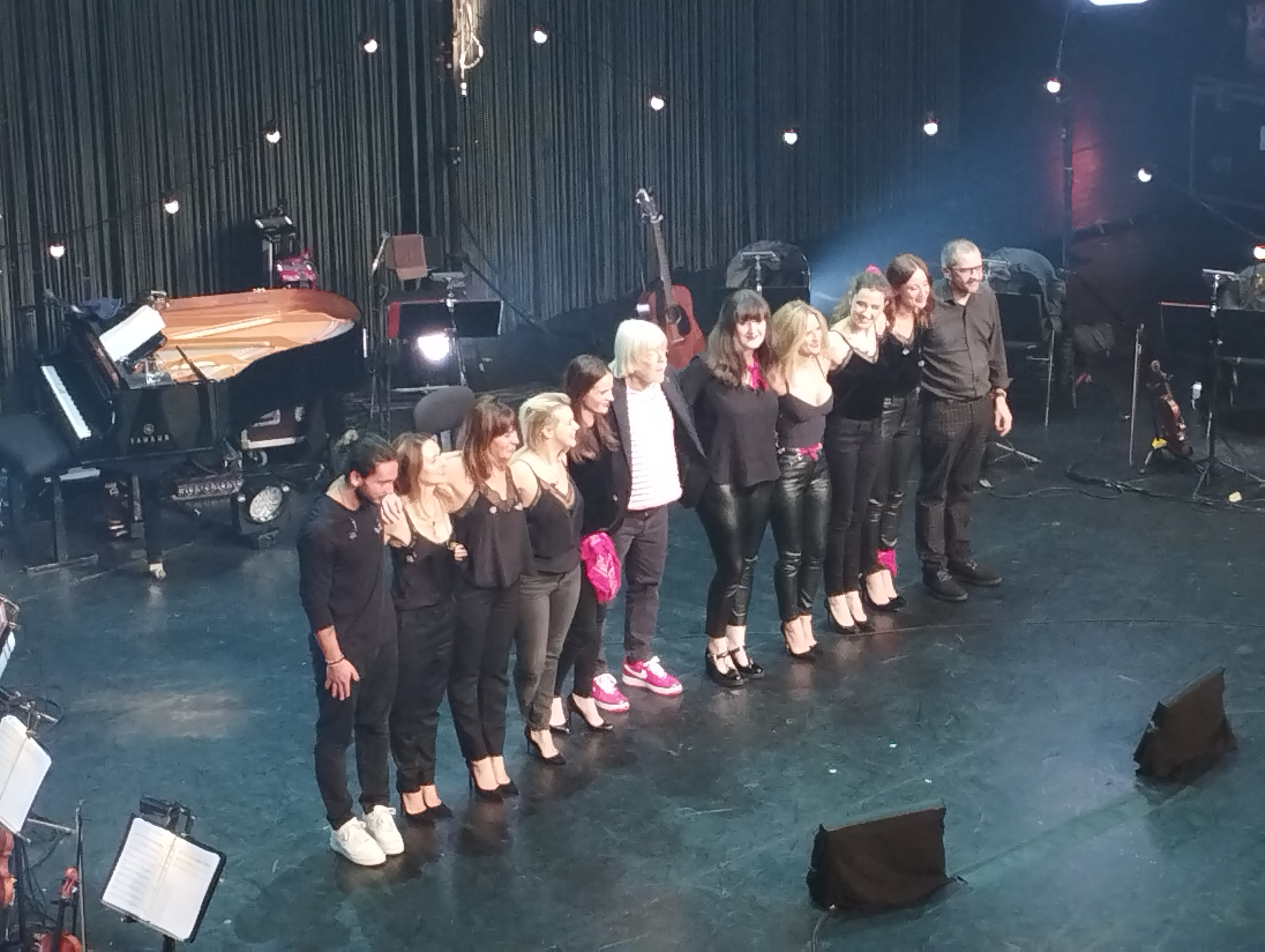
Renaud (au centre) lors d'un concert au théâtre d'Yerres en décembre 2023.

L'artiste annonce finalement son retour sur scène pour 2023, dans le cadre d'une série de concerts intimistes. Le spectacle comprend un orchestre de cordes avec huit musiciennes, un piano et un accordéon, orchestré par Alain Lanty, au tiers de la tournée il sera remplacé par son fils Pablo Lanty. La tournée prévoit 80 concerts. Elle est programmée pour durer toute l'année 2023. Le répertoire est centré sur les titres des années 1980 et 1990 et le chanteur rend hommage à sa nouvelle compagne, Cerise. Cette tournée aboutit au disque Dans mes cordes, rassemblant titres enregistrés en studio et morceaux live. L'album sort le 1er décembre 2023.
Il participe, la même année au duo Maintenant avec Vianney, sur son album À 2 à 3 et l'année suivante à l'album Éclect!que de Gaëtan Roussel sur le titre Avec personne (c'est vrai on s'entend bien). En septembre 2024, il s'associe avec le peintre Ernest Pignon-Ernest pour Des mots et des images ; vingt artistes illustrent ses chansons, dirigés musicalement par Pablo Lanty, au bénéfice de l'Unicef.
Le 30 mai 2025, le chanteur publie Live à La Cigale, l'enregistrement du concert de 5h30 de 2007. La sortie est précédée d'une diffusion de deux heures du concert au cinéma le Grand Rex.
Il annonce lors d'une interview sur RTL préparer un nouvel album pour 2025 comprenant la plus belle chanson d'amour. La sortie est repoussée à 2026 car il lui manque encore quelques chansons pour finir son album.

## Prises de position
Tout au long de sa carrière, Renaud ne cesse de militer pour de nombreuses causes, dont certaines ont été, ou restent encore, taboues. Quand elles ne sont pas franchement engagées, la plupart de ses chansons évoquent au moins au détour d'un couplet, un sujet ou un thème cher au cœur de l'artiste.

### Idées et relations politiques
Renaud est engagé à gauche. Il s'explique sur ce choix politique de deux manières : par les valeurs humanistes que défend ce bord et par l'héritage protestant et socialiste du côté paternel et l'héritage communiste du côté maternel. Les engagements de son grand-père paternel semblent néanmoins n'avoir apporté qu'un bagage culturel et non idéologique. Non affilié à un courant idéologique défini, il se considère avant tout comme membre d'une grande famille de gauche. Renaud n'hésitera pourtant pas à égratigner les partis de gauche dans ses chansons (Socialiste) ou dans ses concerts lorsqu'il le juge nécessaire.
Si plusieurs de ses chansons présentent clairement un message anarchiste, Renaud, ancien soixante-huitard, n'est pas pour autant un anarchiste convaincu. En effet même s'il trouve le principe magnifique, il ne pense pas les idées applicables dans la société actuelle. Le côté anarchiste de Renaud se ressent notamment lorsque celui-ci raille les représentants de l'ordre dans ses chansons ; c'est l'armée qui en fait le plus souvent les frais, Renaud étant un ardent pacifiste (la Ballade Nord-Irlandaise, Manhattan-Kaboul) et antimilitariste (Déserteur, Trois matelots, La Médaille contre la radiodiffusion de laquelle l’Association de soutien à l'armée française porte plainte). Il s'en prend de la même manière à la police (Hexagone, Où c'est qu'j'ai mis mon flingue). Il privilégie la fraternité humaine et se dit opposé à l'idée de frontière. De là vient son engagement régionaliste, engagement qui se retrouve notamment dans les chansons Le Blues de la Porte d'Orléans ou Corsic’armes.
À droite, Renaud suscite des sentiments contrastés. Louis Pauwels l'associe à Coluche, dans son article dénonçant le « SIDA mental » dont serait atteinte la jeunesse manifestant contre la loi Devaquet. Alors Premier ministre, Édouard Balladur déclare que Renaud est son chanteur préféré. Christine Albanel fait une déclaration similaire.
L'extrême droite est définie comme un ennemi par Renaud. Pour autant, Jean-Marie Le Pen a exprimé sa sympathie pour Renaud. Antifasciste déclaré, il lutte contre l'antisémitisme tout en s'en prenant vivement à la politique d'Israël au sujet du conflit israélo-palestinien. Les paroles de la chanson Miss Maggie où la répression de l'Intifada est comparée au génocide arménien et à la Shoah, déclenchent une polémique et lui valent des accusations d'antisémitisme. Renaud avoue la tournure maladroite, même si le but était bien de provoquer et remanie la phrase en « Palestiniens, Juifs, Arméniens ».
Une constante dans les engagements de Renaud est sa tendance à toujours se placer du côté des minorités et des personnes en position de faiblesse. Il a longuement milité pour des associations humanitaires ou organisations non gouvernementales, tels que les Restos du cœur, Médecins sans frontières ou SOS Racisme, mais les problèmes de malversations auxquelles sont mêlées les associations humanitaires et le sentiment de leur inefficacité, ont fini par le rendre plus méfiant et distant vis-à-vis de ces groupes ; une lassitude qu'il décrit dans Tout arrêter.
Renaud est un chanteur impliqué et militant, d'ailleurs régulièrement interrogé sur l'actualité politique et sociale, notamment lors de son passage à l'émission 7 sur 7 en 1993, où il prend position et s'indigne notamment contre le Front National. Mais il a, maintes fois, émis le souhait de se retirer des turbulences des engagements politiques, comme il l'exprime dans les chansons Fatigué ou Je vis caché. Il désire mener une vie simple, proche de la nature, à l'écart de la violence, des drogues (La Blanche, P’tite conne, Zénobe), exprimant parfois un univers passéiste (Rouge gorge) et nostalgique de l'enfance (Mistral gagnant, Le sirop de la rue).
En 1981, il est co-solidaire de la publication Avis de recherche consacrée au soutien des appelés insoumis au service militaire.
Renaud a toujours assumé l'affection et sa fascination pour le socialiste François Mitterrand, auquel il envoyait chacun de ses disques à sa sortie. Pourtant, après l'élection présidentielle française de 1981 où il avait voté au second tour pour Mitterrand, bien que se réjouissant de l'abolition de la peine de mort et de l'autorisation des radios libres, Renaud s'oppose rapidement aux positions économiques et géopolitiques des socialistes notamment après le tournant de la rigueur opéré par le gouvernement Mauroy en 1983. La même année, il s'engage activement aux côtés de la Marche pour l'égalité et contre le racisme, comme il le fait plus tard pour la campagne Touche pas à mon pote de SOS Racisme. En 1985, il se rend à l'Élysée pour exiger des explications à la suite de la mort d'Éloi Machoro, secrétaire général du FLNKS.
Le 7 décembre 1987, Renaud signe une tribune, « Tonton laisse pas béton », sur toute la largeur d'une pleine page publiée dans le quotidien le Matin de Paris, pour convaincre Mitterrand de ne plus hésiter à se représenter à l'occasion des élections de 1988. Cela n'empêche pas Renaud de voter Pierre Juquin au premier tour et de poursuivre ses critiques sur le Parti socialiste durant le second septennat de Mitterrand. En 1988, à l'occasion de la visite officielle en France du président portugais, il signe dans Révolution une tribune demandant la libération d'Otelo Saraiva de Carvalho. La même année, il organise un concert à l'Olympia afin de réunir des fonds pour financer un hôpital palestinien. Renaud se montre également actif à l'occasion des célébrations du bicentenaire de la Révolution française en 1989. Il critiquait le fait d'inviter les « maîtres du monde » pour le sommet du G7 à Paris alors que la période était censée rendre hommage à la Révolution et aux sans-culottes. Organisateur d’un concert protestataire sur le thème « Dette, colonies, apartheid, ça suffat comme ci », réunissant plus de 100 000 personnes Place de la Bastille, Renaud force le Parti socialiste à prendre position sur l'abolition de la dette. En 1991 Renaud désapprouve fortement le choix de François Mitterrand de s'impliquer dans la guerre du Golfe aux côtés des Américains, celle-ci se résumant pour lui à une histoire d'argent que les Irakiens allaient devoir payer au prix fort. Il écrit diverses chroniques dans l'Idiot international de Jean-Edern Hallier. Malgré ses divergences avec Mitterrand, Renaud nourrit toujours un grand respect pour celui qu'il identifiait sous certains aspects à un père. Une chanson lui est d'ailleurs consacrée sur l'album Marchand de Cailloux (Tonton) et Baltique, du nom de son chien, sera un ultime hommage sur l'album Boucan d'enfer.
Aux élections européennes de 1994 en France, Renaud est avant-dernier sur la liste Régions et peuples solidaires, derrière Gilles Perrault, Jacques Higelin et Christian Laborde, marquant ainsi son engagement régionaliste (il soutient ainsi Jean-Philippe Casabonne et Peio Serbielle, donne des concerts de soutien et un drapeau basque figure sur le décor de sa tournée Boucan d'enfer). Depuis le départ de Mitterrand, il s'avoue peu convaincu par Lionel Jospin et les autres dirigeants socialistes, mis à part Bertrand Delanoë et l'aile gauche du parti. Renaud s'est orienté vers un écologisme de gauche, représenté par José Bové ou les Verts, qu'il a soutenus lors des élections présidentielles de 1995, de 2002 et de 2007. En 1995, il vote pour Lionel Jospin au deuxième tour, afin d'éviter « le retour des bandits ». En 1999, il signe un appel du collectif d'extrême droite pro-serbe Non à la guerre s'opposant à l'intervention de l'OTAN dans la guerre du Kosovo.
Au premier tour de l’élection présidentielle de 2002, il vote pour l'écologiste Noël Mamère.
Renaud a aussi fait partie du Comité de soutien socialiste au Oui à la constitution européenne créé à l'initiative de Jack Lang lors du référendum de 2005.
En 2007, après avoir soutenu l'écologiste Dominique Voynet, présente au premier concert de sa tournée, il apporte son soutien à la socialiste Ségolène Royal en étant présent au meeting de Charléty pour s'opposer à Nicolas Sarkozy. Il déclare avoir voté socialiste au deuxième tour des présidentielles de 2007, mais qu'il aurait préféré voter pour la gauche radicale. Il a aussi soutenu Yves Cochet lors des législatives de la même année dans le 14e arrondissement de Paris où il réside. À l'automne 2007, il s'engage contre la loi Hortefeux et les tests ADN, participant au meeting au Zénith et annonçant l'écriture d'une chanson sur le sujet. En décembre 2007, il offre un de ses tableaux pour une vente aux enchères en faveur du journaliste Denis Robert. Il devient membre du comité de soutien à Denis Baupin lors des municipales de 2008 à Paris. Il prend également position en faveur de différents candidats de gauche (Razzy Hammadi à Orly, Dominique Voynet à Montreuil ou Martine Lignières-Cassou à Pau).
Il prend en 2004 la défense de Peio Serbielle, condamné, selon ses termes, pour « délit d'hospitalité ». En effet, le chanteur basque est placé durant seize mois en détention provisoire pour avoir hébergé des indépendantistes, avant d'être condamné, en 2018, à cinq ans de prison dont quarante-deux mois avec sursis et 2 500 euros d’amende.
Début 2005, son engagement dans une campagne contre le téléchargement illégal lui vaut quelques réactions de la part de ses fans. Sa position sera contradictoire sur le sujet. À la fin de l'année, le chanteur revient sur sa décision, s'explique avoir été mal informé sur le peer to peer et « embobiné » par Virgin et distribue gratuitement sa chanson militante Dans la jungle sur un forum Internet d'un site de fans sans la permission de sa maison de disques. Il met d'ailleurs par la suite à disposition des enregistrements rares ou inédits sur ce même site. Cependant, en juin 2008 il s'engage, aux côtés de cinquante-et-un autres artistes, pour la loi Hadopi réprimant le téléchargement illégal.
À partir de 2005, il lutte activement pour la libération d'Íngrid Betancourt et des autres otages en Colombie détenus par les FARC pour lesquels il compose une chanson Dans la jungle (traduite dans plusieurs langues). Le 23 février 2006, à l'occasion des quatre ans de détention de l'otage, il organise entre autres un grand concert au Zénith de Rouen réunissant de nombreuses personnalités. Dix jours plus tôt, un concert similaire, Les Voix de l'Engagement, s'était tenu en Belgique, à Louvain-la-Neuve, en soutien également à Aung San Suu Kyi (prix Nobel de la paix, qui fut assignée à résidence en Birmanie). Renaud y chante notamment en duo avec Hugues Aufray. Un autre meeting de soutien à Íngrid Betancourt est organisé au Zénith de Paris le 18 novembre 2007 dans l'espoir, déçu, d'une libération proche d'Íngrid Betancourt. Lorsque cette dernière est libérée le 2 juillet 2008, le Président de la République Nicolas Sarkozy salue son engagement lors de son intervention en direct. Il n'apparaît pas cependant aux diverses célébrations suivant sa libération, ne souhaitant pas s'exprimer publiquement.
En avril 2016, il indique qu'il ne votera « plus jamais » socialiste. À la même période, Renaud s'exprime sur RTL pour démentir des rumeurs selon lesquelles il soutiendrait la candidature des républicains François Fillon ou d'Alain Juppé pour les primaires à droite en préparation de l'élection présidentielle de 2017. Il avait initialement déclaré qu'il soutiendrait François Fillon s'il se trouvait au second tour de l'élection présidentielle face à Marine Le Pen, avant de se rétracter. À la suite de l'affaire Fillon, il déclare ne plus soutenir François Fillon. En février 2017, il déclare qu'« il se peut qu['il] vote pour » Jean-Luc Mélenchon. Mais le mois suivant, il annonce qu'il va voter Emmanuel Macron car c'est « le seul qui me paraît intègre, le seul sans parti, le seul sans casserole au cul et la seule alternative aux Le Pen et aux Fillon ».
En avril 2022, il annonce voter pour le candidat du parti d'extrême gauche le Nouveau Parti anticapitaliste Philippe Poutou au premier tour de l'élection présidentielle, puis voter pour faire barrage à Marine Le Pen au second. Aux élections législatives de 2022, il annonce soutenir la NUPES, coalition des principaux partis de gauche français.
Le 19 septembre 2024, il apporte son soutien à Gisèle Pélicot, dans le cadre de l'affaire des viols de Mazan.

### Écologisme et défense des animaux
L'écologisme est un autre grand combat de Renaud. Auparavant davantage intéressé par les droits de l'Homme et la politique, le déclic écologique est venu avec la naissance de sa fille en 1980 qui lui a fait prendre conscience que les générations futures « devaient continuer à profiter de ce que la nature a donné à l'homme. » Et dès 1984, il s'engage à Greenpeace pour qui il organise un concert et participe à quelques manifestations, notamment le 30 janvier 1985 en occupant les locaux de la Japan Airlines, pour protester contre la chasse à la baleine permise par le gouvernement japonais (cela lui vaut quatre heures de garde à vue). Mais, fatigué par les luttes de pouvoir à l'intérieur de l'organisation et à la suite de l'affaire du Rainbow Warrior, il quitte Greenpeace avec d'autres amis partis fonder l'association Robin des Bois en 1985.
Il a lutté contre la construction du tunnel du Somport dans la vallée d'Aspe (finalement construit) et participe encore aujourd'hui à la réintroduction des ours dans les Pyrénées. Pour les vingt ans de Tchernobyl, il offre une chanson (26 avril) à Greenpeace. Il milite activement pour l'abolition du Rallye Dakar (500 connards sur la ligne de départ). Il est attaché à une vie et un environnement simple et sain. Il est d'ailleurs un fervent pêcheur à la mouche, à l'instar de René Fallet dont il a hérité des cannes à pêche.
Attaché à la cause animale, Renaud est un militant anticorrida. Il a composé deux chansons contre la corrida (Olé et Rouge Sang) et il est membre du Comité radicalement anti-corrida (CRAC), de l'Alliance anticorrida et membre d'honneur de la FLAC (Fédération des Luttes pour l'Abolition des Corridas). En juillet 2007, il assure la voix off d'un spot publicitaire de la Société protectrice des animaux (SPA) contre la corrida qui est censuré par le Bureau de vérification de la publicité (BVP). Renaud s'insurge contre cette décision et adresse une lettre ouverte au président Nicolas Sarkozy le 13 août, aux côtés d'autres personnalités.
Le 4 février 2008, il adresse une lettre ouverte au président de la Fédération des conseils de parents d'élèves (FCPE) demandant le soutien dans la demande d'interdiction de l'accès aux arènes pour les mineurs de moins de seize ans. En septembre 2009, il apporte son soutien au livre promotionnel de la SPA, SOS SPA Tome 2 - Tauromachie, l'enfer du décor, bande dessinée de Geoffroy et Chardot dans laquelle il apparaît sur quelques planches. Lors de la tournée Rouge Sang Tour (2007), Renaud montre son engagement pour la cause anticorrida en autorisant des stands associatifs qui luttent pour cette cause à l'entrée de ses concerts. Le 24 avril 2024, il reçoit de la ville de Bourges, devenue capitale européenne de la Culture à partir de 2028, une médaille pour le récompenser de son engagement pour des causes humanistes et contre la corrida .
En 2006, il lui a été reproché d'avoir offert un 4x4 à son épouse. Il assume cette position en contradiction avec ses opinions écologistes.

### Soutien à Yvan Colonna
Renaud affiche depuis quelques années un soutien à Yvan Colonna, indépendantiste corse condamné pour activités terroristes, dont l'assassinat du préfet Claude Érignac,. À plusieurs reprises en 2016, Renaud arbore un T-shirt sur lequel est inscrit « Yvan Colonna, otage de la raison d'État », notamment lors de l'émission de télévision le Grand Journal, le 13 avril 2016.
Il rend aussi visite aux proches du détenu à perpétuité, à Cargèse. Il se fait tatouer une Corse accompagnée d'une tête-de-maure sur l'avant-bras droit. Quand on lui pose la question sur une supposée innocence d'Yvan Colonna, il affirme : « Je ne peux pas me prononcer sur ce point précisément. La vérité, il n'y a que lui qui la connaît. Ce n'est pas moi, pinzutu, parisien, qui peux dire, oui c'est lui ou, non ce n'est pas lui, qui a tué. » Dans Charlie Hebdo du 20 avril 2016, Renaud déclare qu'il « réclame l'amnistie générale pour tous les prisonniers politiques corses (dont Yvan). »

### Rapports avec les médias
Renaud et la presse n'ont pas toujours été en bons termes, notamment la presse de gauche de l'aveu de Renaud lui-même. Le conflit le plus évident est celui qui oppose le chanteur avec Libération, notamment les pages culturelles qui ont émis de nombreuses critiques défavorables à son sujet depuis le début de sa carrière et à qui Renaud n'a cessé de lancer de petites « piques » à travers les paroles de plusieurs de ses chansons ou sur scène. En 1989, un article en pleine page de Libération, au sujet de la maison achetée par Renaud à Outremont (Montréal), titre « Renaud passe du HLM à la cabane au Canada » et critique le fait que sa maison se situe dans un quartier aisé.
Renaud a également eu quelques démêlés avec l'Événement du jeudi notamment lorsque celui-ci révèle en 1993 que le chanteur a touché les Assedic pendant huit mois en 1980.
Pour son album Putain de camion, dédié à Coluche et sorti en 1988, Renaud décide de n'en faire absolument aucune publicité par le biais des médias traditionnels (presse, radio, télévision). Mistral gagnant l'album précédent avait en effet eu droit à une forte promotion et s'était vendu à plus d'un million d'exemplaires ; Renaud était désireux de couper les ponts avec les médias, fatigué des critiques sur ses origines ou son compte en banque. Mais la décision d'éviter toute promotion fait chuter les ventes de moitié par rapport à ses deux précédents albums (soit 750 000 exemplaires malgré tout). Finalement, Renaud se résigne et continue de passer par le système médiatique pour promouvoir ses albums, partagé entre le besoin de s'attirer un public plus large et le risque de s'exposer aux critiques en s'affichant dans ces médias qu'il décrie tant. Par exemple son apparition aux NRJ Music Awards lors de son retour en 2002 lui a attiré plusieurs critiques.
En 2002, pour la sortie de Boucan d'enfer, les critiques redeviennent élogieuses, célébrant le retour et la sortie de la période noire et jaune de Renaud. La réception est plus mitigée pour l'album Rouge Sang. Renaud s'en prend vivement à la presse parisienne qui ne le soutiendrait pas contrairement à la presse de province et il juge les procès d'intentions qui lui sont faits pour les chansons Les Bobos et Elle est facho (qui finit par … et elle vote Sarko) sans fondement. En 2007, dans un numéro spécial du mensuel d'extrême-droite le Choc du Mois consacré à la chanson française dont il figure d'ailleurs seul en couverture, Renaud accorde un entretien assez décomplexé dans lequel il s'affirme prêt à soutenir une demande de mise en liberté au profit des détenus politiques quelle que soit leur appartenance.

### Laïcité, religion et rapport à la mort
Issu d'une famille protestante, portant la croix huguenote, il revendique son appartenance à cette communauté même s'il ne croit pas en Dieu.
En effet, Renaud est agnostique et ne le cache pas. Au contraire, il sermonne vertement les fanatiques religieux, les curés et les papes dans ses chansons. La religion, notamment le catholicisme, est toujours considérée dans les textes de Renaud comme un frein au développement intellectuel et à la liberté,.
Partisan d'un socialisme laïque, il déplore par exemple que François Mitterrand n'ait pas émis le désir de se faire enterrer civilement pour aller jusqu'au bout de son agnosticisme.
Renaud entretient un rapport particulier avec la mort, comme l'évoque sa chanson Mon bistrot préféré. En effet nombre de ses amis sont disparus prématurément, notamment Patrick Dewaere, Coluche (qui était le parrain de sa fille), Pierre Desproges, Serge Gainsbourg, Michel Roy (compositeur de la chanson Baston et sujet de la chanson La Blanche), Franck Langolff, François Ovide (guitariste de Renaud et compositeur de la chanson Mon amoureux). La disparition de Georges Brassens, de François Mitterrand et de Frédéric Dard le marquent également beaucoup, tout comme le décès du jeune Lucas, à qui est dédiée la chanson Elsa, prénom de sa jeune sœur.
Durant l'été 2016, il se fait tatouer dans le dos le buste du Christ portant la couronne d'épines et cerclé du message : « Comme lui j'ai aimé », « Comme lui j'ai souffert ».

### Alcool
Renaud sombre plusieurs fois dans l'alcoolisme, qu'il décrit dans Boucan d'enfer. Il affirme en avoir gardé une image d'alcoolique dont se servent certains de ses détracteurs.
En 1986, désireux de diversifier ses expériences professionnelles, il réalise une publicité pour Kanterbräu. Le spot, où il figure avec Jean-Louis Roques, est inspiré des paroles de la chanson Germaine. Il regretta ensuite d'avoir ainsi incité à la consommation d'alcool et reversa les 900 000 francs gagnés au Muséum national d'histoire naturelle, pour la rénovation de la grande galerie de l'Évolution.
Au cours d'un entretien accordé au magazine Serge en 2010, Renaud se confie sur ses angoisses et ses rapports avec l'alcool : « Je bois parce que je ne suis pas bien dans ma peau, dans ma couenne. J’ai des psychoses, des angoisses, un mal de vivre, une nostalgie de mon enfance. Et cela empire avec tous ces amis qui meurent autour de moi. Cela me déprime, je suis tout seul dans mon bistrot. Alors plutôt que de ruminer mes pensées, eh bien je bois un petit verre et ça va un peu mieux » et ajoute « J’ai constamment le sentiment d’être persécuté, suivi, écouté, espionné sur mon mail comme sur mon portable par des gens qui me veulent du mal. J’ai des paranoïas bien précises… J’ai peur de mourir aussi, je ne sais pas d’où ça vient, c’est une maladie ».

## Vie privée
En 1975, Renaud tombe amoureux de Dominique Quilichini mariée alors à Gérard Lanvin, qu'elle quitte pour le chanteur. Ils se marient le 1er août 1980, huit jours avant la naissance de leur fille, Lolita Séchan, à qui il dédie en 1983 la chanson Morgane de toi. Après 24 ans de relation, le couple se sépare en 1999.
En 1999, il rencontre la chanteuse Romane Serda, avec qui il se marie le 5 août 2005. Ils donnent naissance à un garçon, Malone, né le 14 juillet 2006. Le couple divorce en septembre 2011.
Avec sa nouvelle compagne Christine Marot dite « Cerise », de 27 ans sa cadette, il achète en 2022 une maison et s'installe à Trentemoult (Loire-Atlantique), un ancien village de pêcheurs. Ils se marient à Paris le samedi 4 mai 2024.

## Style artistique

### Univers musical et littéraire

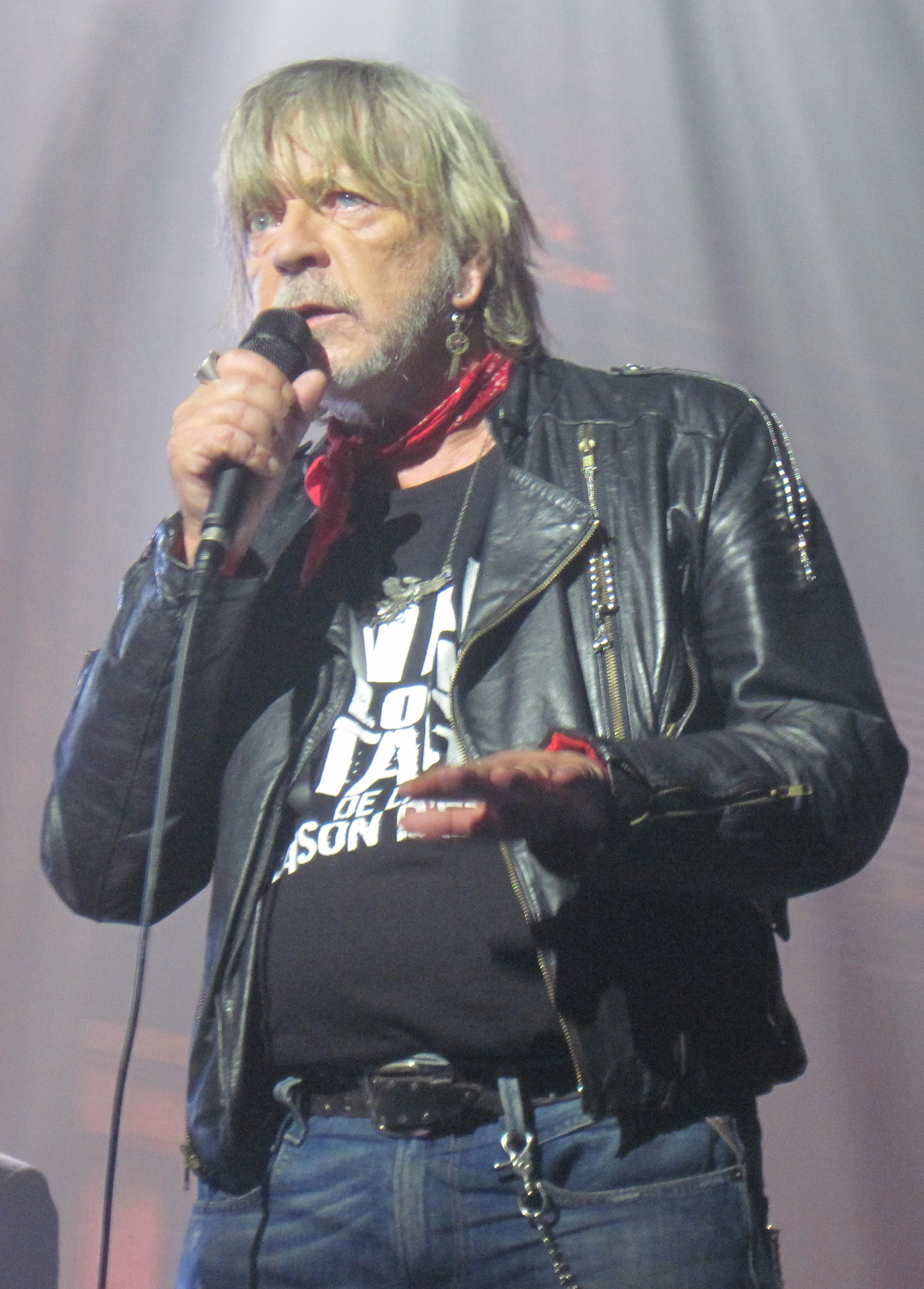
Renaud en 2016.

Renaud, dans la tradition de la chanson française, accorde avant tout une importance au texte. Il a d'ailleurs écrit la quasi-totalité de ceux-là (La chanson du loubard, Soleil immonde et Rien à te mettre figurent parmi les rares exceptions). Il subit les influences de Bruant, de François Béranger et d'autres chanteurs réalistes, du folk song d'Hugues Aufray (sa première idole et celui qui lui a donné l'envie de chanter) et d'Antoine ainsi que du protest song de Bob Dylan. Une bonne partie de ses textes utilisent l'argot, un langage populaire que Renaud a appris enfant puis en fréquentant la rue alors qu'il vivait de petits boulots et comprennent de nombreux calembours. Outre les chansons engagées, Renaud écrit également sur des sujets plus personnels, souvent biographiques, comme la famille, le divorce ou l'enfance. À partir de Morgane de toi par exemple, dans chacun de ses albums studio, au moins une chanson sera dédiée à sa fille. Renaud glisse fréquemment quelques touches humoristiques dans ses chansons en se servant du jeu de mots, de la parodie ou de la satire pour mieux faire passer ses messages ou simplement faire rire. Renaud est connu pour recourir fréquemment au portrait dans ses textes. Certains de ses personnages sont biographiques (Miss Maggie, L'Entarté, Tonton), d'autres sont des caricatures de groupes sociaux (Deuxième génération, Dans mon HLM, Petit pédé), d'autres enfin représentent une partie de sa propre personnalité (Manu, La teigne, Cent ans). Certains reviennent sur deux chansons (Gérard Lambert, La Pépette, Germaine).
L'aspect musical passe plutôt au deuxième plan. Il a néanmoins composé de nombreuses mélodies, dont celles de Mistral gagnant et d'Hexagone, mais n'en a fait que cinq sur Rouge Sang et qu'une sur Boucan d'enfer. Son accompagnement musical a souvent varié au gré des arrangeurs : assez épuré au départ, java et accordéon dans la période titi parisien, parfois FM avec synthétiseur comme pour Marchand de cailloux, acoustique avec À la Belle de Mai ou avec une utilisation importante de guitare électrique dans Rouge Sang. Renaud n'ayant jamais pris de cours de chant, sa voix éraillée ne fait pas non plus l'unanimité, d'autant plus que l'alcool et la cigarette ont accentué son côté rauque ; elle est en tous cas un signe distinctif du chanteur. Il est à noter que le chanteur a beaucoup travaillé avec des musiciens et collaborateurs du groupe Magma : Muriel Huster (photographe), Klaus Blasquiz (chœurs), Gérald Bikialo, Randy Brecker, Bernard Paganotti (basse), Dominique Bertram (basse), Jean-Michel Kajdan (guitares), Teddy Lasry et Claude Salmiéri (batterie) ont tous à un moment ou un autre travaillé pour Magma et Renaud.
Encore plus que Léo Ferré, Jacques Brel, Boby Lapointe ou Boris Vian, les deux artistes qu'il admire le plus sont Charles Trenet et surtout Georges Brassens qui lui a donné l'envie d'écrire des chansons et dont il revendique la filiation. Il ne l'a rencontré que deux fois : une fois enfant, une autre fois sur un plateau de télévision. Brassens lui avait alors indiqué qu'il trouvait ses chansons « merveilleusement bien construites ». Dix ans après sa mort, Renaud avoua qu'après un tel compliment venant d'une telle personne, tous les hommages lui paraîtraient bien fades. En 1996 sort l'album-hommage Renaud chante Brassens où Renaud reprend vingt-trois chansons du répertoire de son idole, encouragé par deux proches de Brassens, Pierre Onténiente et André Tillieu, qui l'accompagnent dans sa promotion.
Son chanteur vivant préféré est Bruce Springsteen auquel il a offert une guitare Telecaster 59 rouge et qu'il a rencontré lors d'un concert au Zénith de Paris. Il a également interprété sa chanson No surrender sur scène au Zénith en 1986 et a traduit les chansons Factory, My hometown et Working on the Highway en 1984. Cette version restera dans les tiroirs. Il avoue également écouter Vivaldi, Mozart, Chopin, les Beatles et Bob Dylan. Son chanteur français préféré est Alain Souchon à qui il adresse un hommage appuyé dans une chanson de l'album Ma gonzesse (« J'ai la vie qui m'pique les yeux ») et dans l'album Rouge sang (Sentimentale mon cul)[réf. souhaitée]. Il est également amateur de la nouvelle scène française, écoutant Renan Luce, Benjamin Biolay, Vincent Delerm, Clarika, Aldebert ou Benoît Dorémus qu'il produit. Il se dit écœuré par les émissions de téléréalité musicales qu'il accuse de produire des chanteurs sans intérêt et inexpérimentés. Il admet néanmoins apprécier Élodie Frégé qu'il cite dans les artistes qu'il affectionne. Il apprécie également les chanteurs québécois comme Robert Charlebois ou les Cowboys fringants qui ont d'ailleurs déclaré être influencés par Renaud (En berne des Cowboys fringants est fortement inspiré d'Hexagone) mais son chanteur québécois préféré reste Richard Desjardins, qu'il compare à Léo Ferré. Parmi les chanteurs suisses Sarclo, qui fera la première partie des concerts de sa tournée en 1996, qui est pour lui « la plus belle invention suisse romande depuis l'invention du trou de gruyère » ainsi que Le bel Hubert et Michel Bühler. Il apprécie aussi le chanteur catalan Lluís Llach. Dans le cadre de l'émission Les Enfants du rock, il s'est rendu en Afrique du Sud pour interroger le chanteur Johnny Clegg pour qui il avait eu un coup de cœur. Ému par son combat contre l'Apartheid, il lui a dédié la chanson Jonathan et a toujours entretenu de très bons termes avec lui, jusqu’à sa mort en 2019. En 2006, Renaud produit d'ailleurs son album One Life.
Parmi les auteurs littéraires il cite Maupassant, Boris Vian, Prévert, Jack Kerouac, René Fallet ; les polars (Le Masque), Le Feu follet de Pierre Drieu la Rochelle, La Mort à Venise de Thomas Mann et Au bonheur des mots de Claude Gagnière sont ses livres de chevet.

### Influence
Les trente premières années de carrière de Renaud ont eu une grande influence sur la chanson française. De nombreux groupes et artistes disent avoir été inspirés par Renaud comme Soldat Louis, Mano Solo, Tryo, Zebda, Mickey 3D, Têtes raides (qui ont repris Hexagone lors de leur tournée 2004), Renan Luce ou Bénabar. Benoît Dorémus se dit également fortement influencé par Renaud qui l'a d'ailleurs produit. Cette influence s'étend même à l'ensemble du monde francophone avec des groupes comme les Québécois des Cowboys fringants. Plus récemment, un jeune Creusois devenu Parisien d'adoption, Gauvain Sers, est également très influencé par Renaud. Ce n'est pas pour rien que ce dernier l'a invité à faire ses premières parties lors de sa tournée : "Phénix Tour".
Plus éloigné de son univers musical, les paroles contestataires du chanteur ont trouvé écho auprès de la scène rap (notamment les chansons sur la banlieue, un thème que Renaud s'était approprié et qui fut plus tard repris par les rappeurs). Un album hommage lui est même consacré auquel ont participé des rappeurs comme Doc Gynéco, MC Jean Gab'1 et Disiz. Certains voient d'ailleurs en MC Jean Gab'1 l'une des influences les plus visibles, le rappeur appartenant à l'une des premières générations de rappeurs qui ont fait le lien entre les banlieusards comme ceux décrits par Renaud et ceux de l'époque contemporaine. En 2010, le chanteur Raphaël enregistre Le Patriote sur son album Pacific 231 où il chante « Mon pote Renaud tu nous manques tant, putain réveille-toi car la France c'est devenu salement déprimant depuis qu't'es parti en vacances », une chanson inspirée d'Hexagone. Renaud consacre également un slam, dans son album Renaud, le phénix, slam intitulé pour Karim, pour Fabien.
Renaud est aussi apprécié de Booba, qui a utilisé un sample de Mistral gagnant pour son morceau Pitbull dans son album Ouest Side sorti en 2006. Le rappeur déclare qu'il a été bercé par ses chansons et le considère comme « le meilleur parolier français »,.

### En concert
En concert, Renaud a l'habitude de beaucoup parler avec son public entre deux chansons, voire de le provoquer avec des gags et des jeux de scène ; il en profite aussi parfois pour donner son avis sur des sujets d'actualité.
Les concerts de Renaud sont aussi connus pour leurs décors. Le premier grand concert de Renaud se déroule devant 6 000 personnes au Zénith qu'il inaugure pendant plus de trois semaines en 1984 et recevra en tout 75 000 spectateurs. En 1986, il réoccupe le Zénith pendant un mois, la campagne publicitaire de cette tournée, Le Retour de la Chetron Sauvage, le montre avec un bandana rouge en train de sucer son pouce après avoir été mordu par un hameçon. En pleine élections législatives, Renaud pose comme thème de campagne Les méchants c’est pas nous ! Le décor de ce concert représente un port avec un immense cargo au nom de Karaboudjan en référence à Tintin. Renaud revient au Zénith en 1988, avec en première partie le groupe Soldat Louis, l'unique décor est un arbre gigantesque où sont perchés les trois choristes. Pour la Tournée d'enfer, le décor représente une place de village un jour de 14 juillet. Pour la Tournée Rouge Sang, ce sont les toits de Paris qui sont reconstitués en hommage à Robert Doisneau et au dernier concert des Beatles sur le toit d'Apple Corp à Londres.
Plusieurs de ces concerts sont sortis en VHS et DVD, d'autres ont été enregistrés mais jamais commercialisés.

## Discographie
Au total, Renaud a vendu plus de quinze millions de disques (dont trois millions de compilations diverses) et trois millions de 45 tours. Lors d’un concert hommage donné au Dôme de Paris et diffusé sur France 2 le 10 mai 2022 pour ses 70 ans, Renaud confie que En cloque est sa chanson préférée : « Ma préférée de toutes, c'est quand même En cloque. » ,,.
Parallèlement, Renaud a participé à différents projets tels que Chanteurs sans frontières ou les Enfoirés tout au long de sa carrière. Il a également composé quelques musiques de films (par exemple Marche à l'ombre) et produit les albums de quelques artistes, notamment Romane Serda et Benoît Dorémus. Il lui est aussi arrivé d'écrire des chansons pour d'autres artistes (Régine, Patricia Kaas…).

### Albums studio
| Année | Titre                              | Ventes françaises | Morceaux représentatifs |
| ----- | ---------------------------------- | ----------------- | --- |
| 1975  | Amoureux de Paname                 | 380 000           | Hexagone, Société tu m'auras pas, Camarade bourgeois |
| 1977  | Laisse Béton (ou Place de ma Mob)  | 475 000           | Laisse béton, Adieu minette, La Boum |
| 1979  | Ma gonzesse                        | 505 000           | Ma gonzesse, Chanson pour Pierrot, C'est mon dernier bal, J'ai la vie qui m'pique les yeux |
| 1980  | Marche à l'ombre                   | 800 000           | Marche à l'ombre, Dans mon H.L.M., It is not because you are |
| 1981  | Le Retour de Gérard Lambert        | 625 000           | Mon beauf', Manu |
| 1983  | Morgane de toi                     | 1 480 000         | Morgane de toi, Dès que le vent soufflera, Déserteur, En cloque, Ma chanson leur a pas plu, Doudou s'en fout |
| 1985  | Mistral gagnant                    | 1 315 000         | Baby-sitting blues, Miss Maggie, Mistral gagnant, Morts les enfants, La Pêche à la ligne, Trois matelots |
| 1988  | Putain de camion                   | 780 000           | Putain de camion, Il pleut, Jonathan, La Mère à Titi, Me jette pas, Rouge-gorge, Triviale Poursuite |
| 1991  | Marchand de cailloux               | 565 000           | 500 connards sur la ligne de départ, L'Aquarium, Dans ton sac, La Ballade nord-irlandaise, Les Dimanches à la con, Marchand de cailloux, P'tit voleur                                                                         |
| 1993  | Renaud cante el' Nord              | 350 000           | Tout in haut de ch’terri, Eun’goutt’ed’jus, El pinsonnée, M’lampiste - chansons traditionnelles du Nord chantées en ch'ti |
| 1994  | À la Belle de Mai                  | 585 000           | Adios Zapata, Devant les lavabos, Son bleu, Le Sirop de la rue, La Médaille, C'est quand qu'on va où ?, À la Belle de Mai |
| 1995  | Les Introuvables                   |                   | Welcome Gorby, Touche pas à ma sœur - morceaux rares, qui furent tout d'abord uniquement disponible dans l'Intégrale |
| 1996  | Renaud chante Brassens             | 245 000           | Les Illusions perdues, Je suis un voyou, La Marine, Oiseaux de passage (pas dans l'album mais sur un CD séparé), L'Orage - reprises de chansons de Georges Brassens qui ne fut au départ disponible que dans l'« Intégrale ». |
| 2002  | Boucan d'enfer                     | 2 130 000         | Baltique, Cœur perdu, Docteur Renaud, Mister Renard, Elle a vu le loup, Manhattan-Kaboul, Petit Pédé, Mon bistrot préféré |
| 2006  | Rouge Sang                         | 700 000           | À la téloche, Arrêter la clope, Les Bobos, Dans la jungle, Elle est facho, Elsa |
| 2009  | Molly Malone – Balade irlandaise   | 205 000           | Vagabond, Incendie |
| 2016  | Renaud                             | 730 000           | Toujours debout, J'ai embrassé un flic, Les Mots, Héloïse |
| 2019  | Les Mômes et les Enfants d'abord ! | 200 000           | Les Animals, On va pas s'laisser pourrir |
| 2022  | Métèque (Album de reprises)        |                   | Si tu me payes un verre |

### Albums en public
| Année | Titre                                                    | Ventes françaises                                               |
| ----- | -------------------------------------------------------- | --------------------------------------------------------------- |
| 1980  | Renaud à Bobino                                          | 280 000                                                         |
| 1981  | Le P'tit Bal du samedi soir et autres chansons réalistes | 210 000                                                         |
| 1982  | Un Olympia pour moi tout seul                            | 290 000                                                         |
| 1986  | Le Retour de la Chetron Sauvage                          | Album uniquement disponible dans les intégrales de 1995 et 2003 |
| 1989  | Visage pâle rencontrer public                            | 360 000                                                         |
| 1996  | Paris-Provinces Aller/Retour                             | 190 000                                                         |
| 2003  | Tournée d'enfer                                          | 180 000                                                         |
| 2007  | Tournée Rouge Sang                                       | 100 000                                                         |
| 2017  | Phénix Tour                                              |                                                                 |
| 2023  | Dans mes cordes                                          |                                                                 |
| 2025  | Live à La Cigale                                         |                                                                 |

## Autres activités

### Acteur
Renaud ne fut pas le premier de sa famille à travailler dans le cinéma. Edmond Séchan, frère d'Olivier et oncle de Renaud, officiait déjà comme chef-opérateur et aurait beaucoup aidé Albert Lamorisse pour ses films. Le nom de cet oncle est ainsi inscrit dans un certain nombre de films français comme Les Aventures d'Arsène Lupin, Mort en fraude, les Dragueurs, la Grande Frousse, les Tribulations d'un Chinois en Chine, la Boum...
Renaud commence sa carrière d'acteur très tôt. À trois ans, lui et son frère jumeau sont amenés par leur oncle sur le tournage du film Le Ballon rouge d'Albert Lamorisse pour servir de figurants. Le film obtiendra la Palme d'or du court-métrage au Festival de Cannes 1956 et l'Oscar du meilleur scénario original à Hollywood. Renaud définit cette expérience comme étant son premier souvenir.
Avant la chanson, la première vocation de Renaud est de devenir acteur. Dans les années 1970, il joue quelque temps au café de la Gare, où il devient très ami avec Miou-Miou et surtout avec Coluche, puis à la Veuve Pichard dans la pièce le Secret de Zonga de Martin Lamotte. Il réussit également à décrocher quelques petits rôles dans des téléfilms ou des séries. Le succès aidant, il se détourne de cette voie pour se consacrer entièrement à la musique. Par la suite, il reçoit plusieurs propositions de tournage mais aucune ne l'intéressera jusqu'en 1993.
En 1980, il compose la chanson du film Viens chez moi, j'habite chez une copine de Patrice Leconte et en 1984 celle de Marche à l'ombre de Michel Blanc (interprétée par Michel Blanc dans le film). En 1995, sur une musique de Khalil Chahine, il écrit les paroles de la bande originale de Fallait pas !… de Gérard Jugnot qui est une chanson critique sur les sectes et les religions.
Mais sa principale expérience au cinéma a lieu en 1993, avec l'adaptation de Germinal de Claude Berri où il joue Étienne Lantier, l'un des rôles principaux, aux côtés de Gérard Depardieu et Miou-Miou. L'histoire démarre en 1980, dans une loge après un concert à Bobino, Claude Berri avait promis à Renaud qu'un jour il lui trouverait un rôle au cinéma. Après deux ans de réflexion Renaud, qui aurait pourtant préféré un petit rôle, accepte en tant que petit-fils de mineur. Au cours des six mois de tournage de mi-août 1992 à fin février 1993, Renaud a pu découvrir le folklore des gens du Nord qui lui donneront envie de composer un album de chants traditionnels du Nord (Renaud cante el' Nord).
Il revient à l'écran en 2003 dans Wanted de Brad Mirman avec Johnny Hallyday, Gérard Depardieu et Richard Bohringer où il interprète un tueur à gages silencieux et taciturne qui parle de lui à la troisième personne. En pleine période noire, Renaud avait accepté de tourner dans le film de son ami à condition d'interpréter un petit rôle avec peu de texte. En 2006, il intervient dans le film le Deal de Jean-Pierre Mocky, chantant la Chanson de Radius.

#### Filmographie
Sauf indication contraire, les informations mentionnées dans cette section peuvent être confirmées par les bases de données cinématographiques IMDb et Allociné,  présentes dans la section « Liens externes ».
- 1956 : Le Ballon rouge, moyen métrage d'Albert Lamorisse : le jumeau en rouge
- 1977 : Madame Ex, téléfilm de Michel Wyn : Léon Davermelle
- 1977 : Brigade des mineurs, série télévisée dans l'épisode La Neige de Noël de Michel Wyn : Yves[28],[29]
- 1977 : Au plaisir de Dieu, mini-série télévisée d'après Jean d'Ormesson : Alain
- 1977 : Un juge, un flic de Denys de La Patellière, première saison (1977), épisode : Le Crocodile empaillé
- 1982 : Elle voit des nains partout ! de Jean-Claude Sussfeld : Tarzan (caméo)
- 1985 : La Dame du désert, téléfilm de Serge Minkoff
- 1993 : Germinal de Claude Berri : Étienne Lantier
- 2003 : Wanted (Crime Spree) de Brad Mirman : Zéro
- 2006 : Renaud arrêter la clope, court métrage de Mathieu Naert : Renaud
- 2007 : Le Deal de Jean-Pierre Mocky : le chanteur des rues
- 2017 : Stars 80, la suite de Thomas Langmann : lui-même

### Publicité
En 1986, Renaud a réalisé une publicité pour Kanterbräu, où il apparaît avec Jean-Louis Roques, publicité inspirée des paroles de la chanson Germaine. Il regretta ensuite cette publicité vantant un alcool et donna les 900 000 francs gagnés au Muséum national d'histoire naturelle pour rénover la Grande galerie de l'Évolution.

### Écrivain
À deux reprises, Renaud a écrit des chroniques dans Charlie Hebdo : en 1992-1993 et en 1995-1996. Il a également écrit quelques chroniques à l'Idiot international, avant de couper les ponts à la suite d'un éditorial antisémite de Jean-Edern Hallier.
Renaud a écrit divers ouvrages. La plupart ont trait à sa vie et à ses textes. Il a également entrepris l'écriture d'un récit de ses années d'alcoolique, intitulé le Jaune et le noir. Il ne l'a jamais terminé, mais l'a remodelé pour en faire son autobiographie, intitulée Comme un enfant perdu.
Il signe également deux contes pour enfants : La petite vague qui avait le mal de mer (1993) et Le Petit oiseau qui chantait faux (2005).
En mars 2016 Renaud reprend la plume pour écrire dans deux journaux papiers, Charlie Hebdo — pour lequel il avait déjà écrit — et Causette — un magazine féminin généraliste.
En mai de la même année, il publie son autobiographie : Comme un enfant perdu.

#### Recueils de chansons
Renaud est l'auteur de plusieurs recueils de ses chansons :
- Sans zikmu, éditions Champ Libre, 1980[191] ;
- Mistral gagnant : chansons et dessins, Paris, Le Seuil, 1986[192] ;
- Le Temps des noyaux suivi de Mistral Gagnant, Le Seuil, 1988[193] ;
- Le Renaud illustré « Mes 40 chansons préférées de moi », Albin Michel, 1999[194] ;
- Les Manuscrits de Renaud, chansons lettres dessins et inédits, édition Textuel, 2006[195] ;
- Le Renaud, éditions Mango, 2006[196] ;
- Chansons complètes, éditeur Points, 2007[197].

#### Recueils de chroniques
- Renaud Bille en tête, édition Point virgule, 1994[198].
- Envoyé spécial chez moi, Ramsay, 1996[199].

#### Contes pour enfants
- La petite vague qui avait le mal de mer, dessins de Grill, Le Seuil, 1993[200].
- Le Petit oiseau qui chantait faux, dessins de Serge Bloch, animé par Gérard Lo Monaco, écrit et raconté par Renaud, sur une musique d'Eduardo Makaroff et Paul Lazard, édition Naïve, 2005[201].

#### Collaboration
- Avec Jacques Erwan : Renaud, éditions Robert Laffont, 1982[202]
- Recueil de photos avec Claude Gassian : Renaud, Le Seuil, 1988[203]
- Recueil de photos avec Claude Dityvon : Mai 68, édition Carrère, 1988[204]
- Avec Régis Lefèvre : Renaud, Dès que le vent soufflera, éditions Favre, 1988[205]
- Avec David Kuhn : Putain de bouquin, édition Le Marque-Pages, 2006[206]

Renaud a préfacé ou postfacé plusieurs ouvrages, tels que Fonds de tiroirs de Pierre Desproges (1990), Georges Brassens, histoire d'une vie de Thierry Séchan et Marc Robine (1991), Droit dans mes Santiags… d'Hugues Aufray (2005) et Cette chanson qui emmerde le Front national de Baptiste Vignol (2007).

#### Bande dessinée
Renaud a scénarisé, en 1981, une BD éponyme à sa chanson Les Aventures de Gérard Lambert, d’autres de ses chansons ont été à plusieurs reprises illustrées, donnant naissance à plusieurs bandes dessinées dérivées. Dans les années 1980 sont également publiées les BD La Bande à Renaud (avec la participation de Frank Margerin) et Le Retour de la Bande à Renaud. Cet aspect de l'artiste est peu connu ; il a été mis en avant lors d'expositions célébrant plusieurs de ses illustrations.

#### Correspondance
Au début des années 1980, est publié l'échange de lettres entre Renaud et l'éditeur Gérard Lebovici qui venait de faire paraître aux éditions Champ Libre, maison réputée pour la radicalité des textes qu'elle édite (Guy Debord, Bakounine, Clausewitz, Hegel...), un recueil des paroles de ses quatre premiers albums assorti d'une présentation élogieuse. Estimant qu'il s'est éloigné de cet esprit initial, il le lui fait savoir rudement, la réponse aussi peu cordiale de Renaud actant alors leur rupture définitive.

#### Autobiographie
En 2016, Renaud publie son autobiographie : Comme un enfant perdu.

### Sculpteur

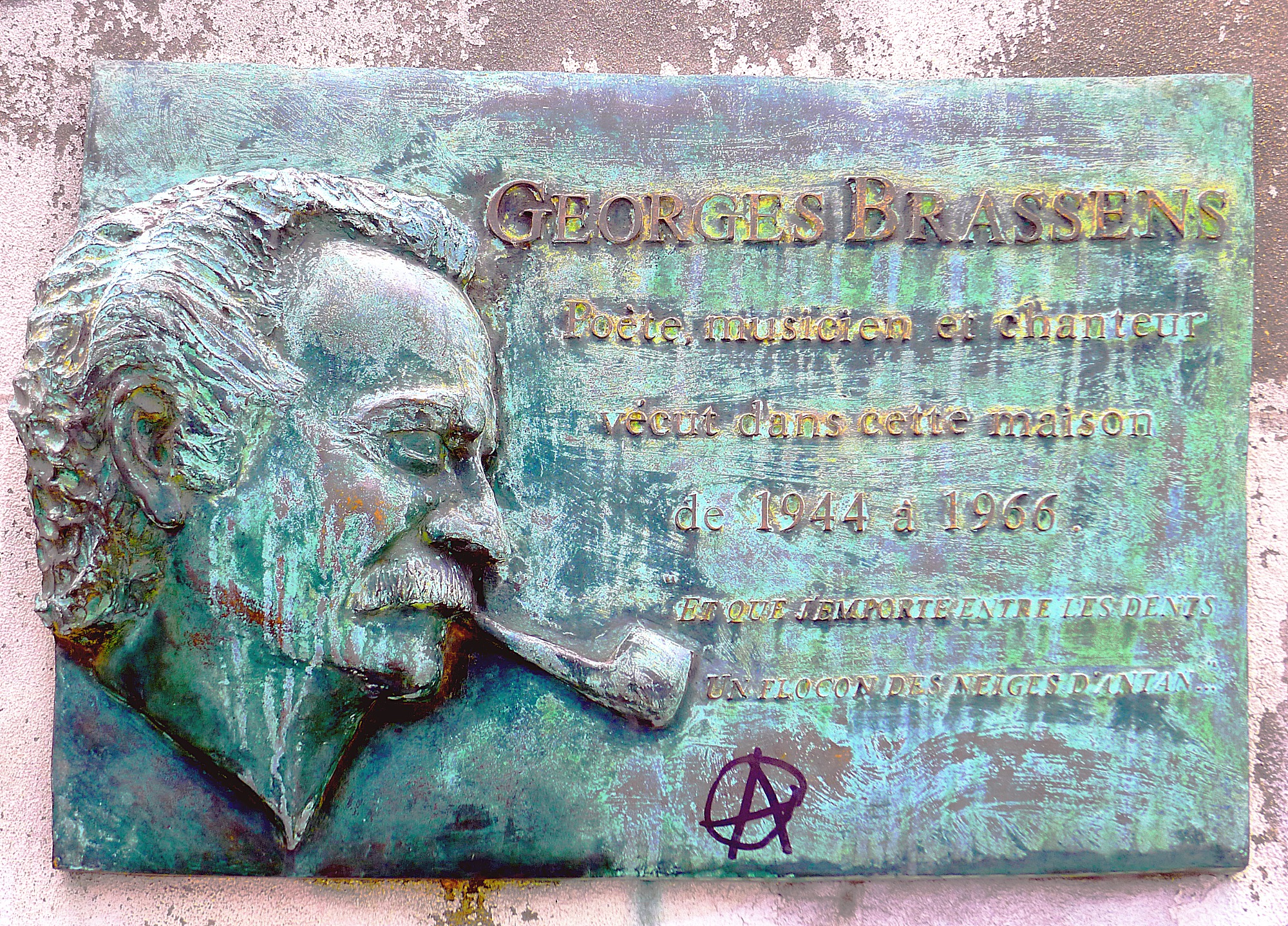
Plaque commémorative au no 9, impasse Florimont ; le bas-relief a été réalisé par Renaud.

La plus connue de ses sculptures est la tête de Georges Brassens figurant sur la plaque commémorative de la maison qu'il occupa impasse Florimont, dans le 14e arrondissement de Paris.

### Collectionneur
Renaud est un grand passionné de bandes dessinées dont il possède une collection de plus de trois mille pièces (dont plus de deux mille cinq cents ouvrages originaux), notamment de Franquin. En avril 2016, il vend aux enchères plus de deux cents lots issus de sa collection, parmi lesquels une planche originale de Tintin, vendue un peu plus d'un million d'euros.

## Œuvres dérivées
Outre les nombreuses reprises de ses chansons, plusieurs œuvres ont été dérivées de l’univers de Renaud et notamment de ses chansons : un jeu vidéo et plusieurs bandes dessinées.

### Jeu vidéo
- 1987 : Renaud : Marche à l'ombre par Infogrames sorti sur Amstrad CPC, Atari ST, Commodore 64, Thomson TO8 et ZX Spectrum.

### Bandes dessinées
Killofer a réalisé le livret du disque Rouge Sang en en faisant une mini BD pour l'édition double album.
Différentes BD traitent de l’univers de Renaud. La bande dessinée La Bande à Renaud de 1986 a été rééditée et complétée en 2002 puis en 2016.
- 1983 : Les Aventures de Gérard Lambert : les choses au poing, texte et dessin Jacques Armand, B diffusion (rééditée en 1993).
- 1986 : La Bande à Renaud, collectif (Margerin, Dodo et Ben Radis, Yslaire, Laurence Harlé et Michel et Claudine Blanc-Dumont, Boucq, André Juillard, Ted Benoit, Thierry Cailleteau, Vatine, Laurent Vicomte, Walthery, Arno, Walter Minus, Dany, Geof Darrow et Chaland), Delcourt  (ISBN 978-2-906187-01-6) (édition poche 1988).
- 1988 : Le Retour de la bande à Renaud, collectif (Uderzo, Cabanes, Geerts, Loisel et Miltidjan, Ptiluc, Michel Plessix et Dieter, Tronchet, Tome & Janry, Arno et José-Louis Bocquet, Jean-Claude Denis, Dominique David et Philippe Berthet, Lidwine, Jano, Tripp, Boucq, Ben Radis, Liberatore et Bob de Moor), Delcourt  (ISBN 978-2-906187-15-3).
- 2002 : Renaud BD d'enfer, collectif (André Juillard, Boucq, Uderzo, Margerin, Dodo et Ben Radis, Yslaire, Laurence Harlé et Michel et Claudine Blanc-Dumont, Ted Benoit, Thierry Cailleteau, Vatine, Laurent Vicomte, Cabanes, Geerts, Loisel et Miltidjan, Ptiluc, Michel Plessix et Dieter, Tronchet, Tome & Janry, Arno et José-Louis Bocquet, Jean-Claude Denis, Dominique David et Philippe Berthet, Simon Léturgie, Rabaté et Chauvel & Lereculey), Delcourt  (ISBN 978-2-84055-994-8)[n 81].
- 2009 : SOS SPA Tome 2 - Tauromachie, l'enfer du décor, Hubert Chardot et A. Geoffroy (apparition).
- 2016 : La Bande à Renaud, collectif (André Juillard, Boucq, Uderzo, Margerin, Dodo et Ben Radis, Yslaire, Laurence Harlé et Michel et Claudine Blanc-Dumont, Ted Benoit, Thierry Cailleteau, Vatine, Laurent Vicomte, Cabanes, Geerts, Loisel et Miltidjan, Ptiluc, Michel Plessix et Dieter, Tronchet, Tome & Janry, Arno et José-Louis Bocquet, Jean-Claude Denis, Dominique David et Philippe Berthet, Simon Léturgie, Guérineau, Terreur Graphique, Édith, Rabaté et Chauvel & Lereculey), Delcourt  (ISBN 978-2756082233)[n 82].
- 2024 :  Renaud, des mots et des images , en faveur de l'Unicef, collectif (Jef Aérosol, Jean-Michel Alberola, Najah Albukai, Alione, Mustapha Boutadjine, C215, Robert Combas, Jo Di Bona, Hervé Di Rosa, Anna Foka, Philippe Garel, Speedy Graphito, Bilal Hamdad, Rouge Hartley, Sêma Lao, Nelly Maurel, Françoise Pétrovitch, Ernest Pignon-Ernest, Cristina Ruiz Guiñazù, Catherine Viollet), Alternatives,  (ISBN 2073072542)[107]

## Exposition
- Renaud, « Putain d'expo ! », Philharmonie de Paris, octobre 2020 - novembre 2021[219],[220].
- Renaud, des mots et des images, mairie du 13e arrondissement de Paris, septembre 2024.

## Distinctions

### Décorations
- 2007 :  Officier de l'ordre de la Couronne[221]
- 2013 :  Commandeur de l'ordre des Arts et des Lettres[222] ; (officier en 2003)
- 2015 :  Chevalier de l'ordre de la pléiade[223]
- 2024 : Médaille de la ville de Bourges [224]

### Récompenses
- 1978 : Premier prix du Festival de Spa pour Chanson pour Pierrot
- 1984 : Prix Raoul-Breton de la SACEM
- 1988 : Grand prix du disque de la Ville de Paris, Grand Prix National du Disque du Ministère de la Culture et prix de la SACEM pour l'album Putain de camion
- 1991 : Grand prix de l'Académie Charles-Cros pour l'album Marchand de cailloux
- 2004 : Grande médaille de la chanson française décernée par l'Académie française
- 2004 : Médaille de la Ville de Paris, échelon vermeil
- 2005 : 73e lors de l'émission le Plus Grand Français de tous les temps
- 2006 : Trophée La Poste de l’auteur favori des Français, Trophée des Nuits de la presse pour l’ensemble de son œuvre, Entrée dans le Petit Larousse
- 2016 : Album RTL de l'année 2016
- 2018 : Grand prix de la SACEM[225]

Victoires de la musique
- 1994 : Victoire de l'album de musiques traditionnelles pour Renaud cante el' Nord
- 2001 : Victoire pour l'ensemble de sa carrière
- 2003 : Victoire de l'artiste interprète masculin, Victoire de l'album de chanson/variétés (Boucan d'enfer) et Victoire de la chanson originale pour Manhattan-Kaboul en duo avec Axelle Red
- 2017 : Artiste interprète masculin de l'année

NRJ Music Awards
- 2003 : Meilleure chanson francophone et Meilleur duo francophone pour Manhattan-Kaboul (avec Axelle Red)
- 2022 : Award d’honneur

### Hommages et reprises
- 1993 : Rock à Renaud, chanson de Claude Nougaro sur son album Chansongs
- 1998 : Mistral gagnant, reprise par Vanessa Paradis et Maxime Le Forestier lors de la soirée des Enfoirés. Cette reprise fut très largement plébiscitée par les radios et le public. Fait unique dans l'histoire des Enfoirés : il s'agit du seul duo à avoir été commercialisé en CD single (hors collégiales)
- 1998 : Doc Gynéco, sur son album concept Liaisons dangereuses, revisite le thème d'Hexagone avec Hexagonal. Renaud participe au projet en reprenant des morceaux de la version originale.
- 1999 : Je m'en fous, reprise en arabe algérien d'Hexagone par Baaziz sur l'album Dorénavant. Cette chanson fut diffusée en ouverture de certains des concerts de la tournée Une guitare, un piano et Renaud et de la Tournée d'enfer de Renaud
- 2000 : Laisse tomber, gros, reprise de Laisse béton en patois lorrain par le groupe Les Amis d'ta femme. Mino music demande que la chanson soit enlevée des éditions suivantes
- 2001 : Hexagone 2001… rien n'a changé, album hommage par la scène rap
- 2001 : Philippe Geluck lui dédie sa bande dessinée L'affaire Le Chat
- 2004 : Cazoul reprend Manhattan-Kaboul sur Les Plus Beaux Hits par Armand Cazeneuve dit « Cazoul »
- 2004 : Le groupe Têtes raides reprend Hexagone sur son album live 28.05.04
- 2004 : Le groupe Arkol reprend Trivial Poursuite sur l'album Vue Imprenable
- 2005 : Fredo chante Renaud, album hommage de Fred Burguière (chanteur du groupe Les Ogres de Barback)
- 2005 : Machinchose et ses amis : pas connus, album de reprises de et/ou par Machinchose, dont Crève salope, chanson inédite de Renaud
- 2006 : Inauguration à Mirabel-aux-Baronnies de l'école Renaud Séchan, pour laquelle il fit un don de 150 000 euros
- 2006 : Trois de ses chansons ont été fidèlement traduites et chantées en italien par Alessio Lega, sur l'album Sotto il Pavé la Spiaggia : C'est quand qu'on va où ?, La médaille et Les Charognards, qui est titré Tolleranza zero (zéro tolérance)
- 2006 : Le morceau Pitbull du rappeur Booba contient un sample de Mistral gagnant
- 2006 : Lâche l'affaire est reprise en version moderne de Laisse béton, par R.wan, le chanteur du groupe Java, sur son album Radio Cortex
- 2006 : Une Chanson pour Renaud, de Olivier Daguerre sur l'album Ô désirs
- 2007 : Ben alors quoi ?, chanson de Marie Cherrier sur l'album Alors quoi ?, qui cite de nombreux éléments du répertoire de Renaud et s'en prend à sa nouvelle femme
- 2007 : Du côté des Mohicans (À Renaud), par Hugues Aufray, sur son album Hugh !
- 2007 : Gros dégueulasse, chanson des Wriggles sur l'album Tant pis ! Tant mieux !, est écrite dans un style qui fait référence à Renaud
- 2007 : La chanson à Renaud, chanson d'Alexandre Belliard sur l'album Demain… la peur
- 2007 : Cent ans est reprise par Vincent Delerm, Bénabar et Renaud dans l'album Vincent Delerm à la Cigale
- 2008 : Morts les enfants, reprise en version reggae par R.wan, le chanteur du groupe Java, sur l'album collectif Il est Cinq Heures 02 Kingston s'éveille… (divers artistes)
- 2008 : Marche à l'ombre est reprise par l'Opium Du Peuple
- 2008 : Oublie ça de Keith Kouna, adaptation québécoise de Laisse-béton
- 2009 : Le morceau Portrait chinois du rappeur Médine lui rend hommage : « Si j'étais rappeur mon frère, je serais Renaud »
- 2010 : Patriote, chanson de Raphael sur l'album Pacific 231, évoque Renaud : « Mon pote Renaud tu nous manques tant, putain, réveille-toi car la France c'est devenu salement déprimant depuis que tu es parti en vacances »
- 2010 : Trublion rappe Renaud, album de 6 titres de reprises, par Trublion[226]
- 2010 : Manu, reprise en version punk par le groupe de Pop punk Zephyr 21, sur son Album de reprises vol.1
- 2010 : Dans le titre Cherche l'amour, paru dans l'album Étoiles du Sol, Dooz kawa emprunte quelques structures syntaxiques à la chanson Manu.
- 2012 : Hexagone est revisitée par Zebda et Karimouche à l'occasion d'une émission de Taratata
- 2014 : La Bande à Renaud Volume 1 (9 juin), volume 2 (27 octobre) : albums de reprises par différents artistes en hommage à Renaud.
- 2014 : Triviale poursuite est réinterprétée par Tryo dans leur album de reprises Né quelque part
- 2015 : les chanteurs Frédéric Bobin et François Gaillard accompagnés du comédien Laurent Boissery créent Envoyés Specials chez Renaud, une vingtaine de chansons reprises à la guitare et à l'accordéon et une demi douzaine de textes publiés dans Charlie Hebdo entre 1994 et 1996. Comédien en alternance Pierre-Louis Lanier. Production Samedi 14 Productions - Lyon.
- 2016 : Le morceau Pourquoi ? du groupe Les Fatals Picards lui rend hommage : « Au Panthéon de la chanson française, t'es comme Bernard Lavilliers mais en beaucoup plus balaise »
- 2017 : Ma Gueule de Damien Saez dans l'album Le Manifeste - Lulu rappelle l'écriture de Renaud et de sa musique (chanson En Cloque)
- 2025 : Dans C'est Toi, de l'album Apocalypse de Damien Saez, la chanson Morgane de toi de Renaud est citée en clin d'œil : « À quoi ça sert d'être Morgane si c'est pas de toi »